# DSS-Arbeitspapiere
Die DSS-Arbeitspapiere sind Publikationen zur kritischen Sicherheitsforschung, die seit 1990 über ein Vierteljahrhundert als Schriftenreihe/Zeitschrift von der Dresdener Studiengemeinschaft Sicherheitspolitik e. V. (DSS) herausgegeben wurden.
Anliegen der Studiengemeinschaft und ihrer Schriftenreihe war es, mit dem Ideengut, das im Ost-West-Konflikt den Ausweg aus der tödlichen Bedrohung durch gegenseitige atomare Abschreckung geöffnet hatte, grundsätzlich einen Neuansatz der Sicherheitspolitik und (Verteidigungs-)Militärpolitik nach dem Kalten Krieg zu begründen. In Kurzform lautet er:
Nur der Übergang von konfrontativer zu gemeinsamer, kooperativer Sicherheit ermöglicht die Entmilitarisierung der Sicherheitspolitik und schafft so die Garantie für den Frieden.
Seit 2017 greift die Monatszeitschrift WeltTrends – Das außenpolitische Journal das Anliegen auf, das die DSS-Arbeitspapiere verfolgten. Unter dem Titel „multipolar“ diskutiert WeltTrends in regelmäßigen Abständen über militärische und sicherheitspolitische Themen.

## Geschichte

### Vorgeschichte
Seit Anfang der 1980er Jahre erfuhr das sicherheitspolitische und militärtheoretische Denken in der DDR in seinen methodologischen und weltanschaulichen Grundlagen eine fundamentale Umwälzung. Sie gründete sich auf Einsichten, dass eine militärische Systemauseinandersetzung zur Vernichtung der Menschheit führt und dieser Krieg kein Mittel der Politik mehr sein kann.
An der Militärakademie „Friedrich Engels“ in Dresden wuchs, beginnend im Lehrstuhl Philosophie, schrittweise neues sicherheitspolitisches Denken über Krieg, Frieden und Streitkräfte. Das ging von der Annahme aus, dass infolge der übersteigerten Waffenwirkungen ein „Großer Krieg“ keine politischen Ziele mehr durchsetzen könne; er bedeute im Nuklearzeitalter das Ende der Politik.
Ausgehend vom Spannungsverhältnis zwischen einer Friedensmotivation und Kriegführungsfähigkeit ergab sich die Notwendigkeit, in den Gegenstand der Forschung an der Militärakademie auch den Frieden, ebenso wie den Krieg, aufzunehmen. So hielt nach und nach die Friedensforschung – mit Ideen zur Wesensveränderung des Krieges im Atomzeitalter, zum Frieden als höchstem Wert für das Überleben der Menschheit – Einzug in die militärakademische Tätigkeit. Durch Vorschläge zur kooperativen und entmilitarisierten Sicherheit erreichte die militärakademische Friedensforschung 1989/90 in der Staatskrise und in der Militärreform Einfluss in Staat und Gesellschaft.
Ab dem Spätherbst 1989 waren in die Erarbeitung ‘Militärpolitischer Leitsätze der DDR’ mehrere Wissenschaftler der Akademie führend einbezogen. Im Februar 1990 bildeten sie an der Militärakademie den Kern im nichtstrukturmäßigen Interdisziplinären Wissenschaftsbereich Sicherheit (IWBS), in dem zunächst 24 Offizieren die Arbeit aufnahmen. Konsequent wissenschaftliches Herangehen an alle Fragen der sich permanent verändernden innen- und außenpolitischen Entwicklung, mit der Untersuchung aller denkbaren, auch unerwünschten Varianten fand seinen Niederschlag in den wissenschaftlichen Arbeitsergebnissen, die in der neuen Schriftenreihe der Militärakademie ‘Friedrich Engels’ unter der Bezeichnung ‘IWBS-Arbeitspapiere’ ab Mai 1990 veröffentlicht wurden.

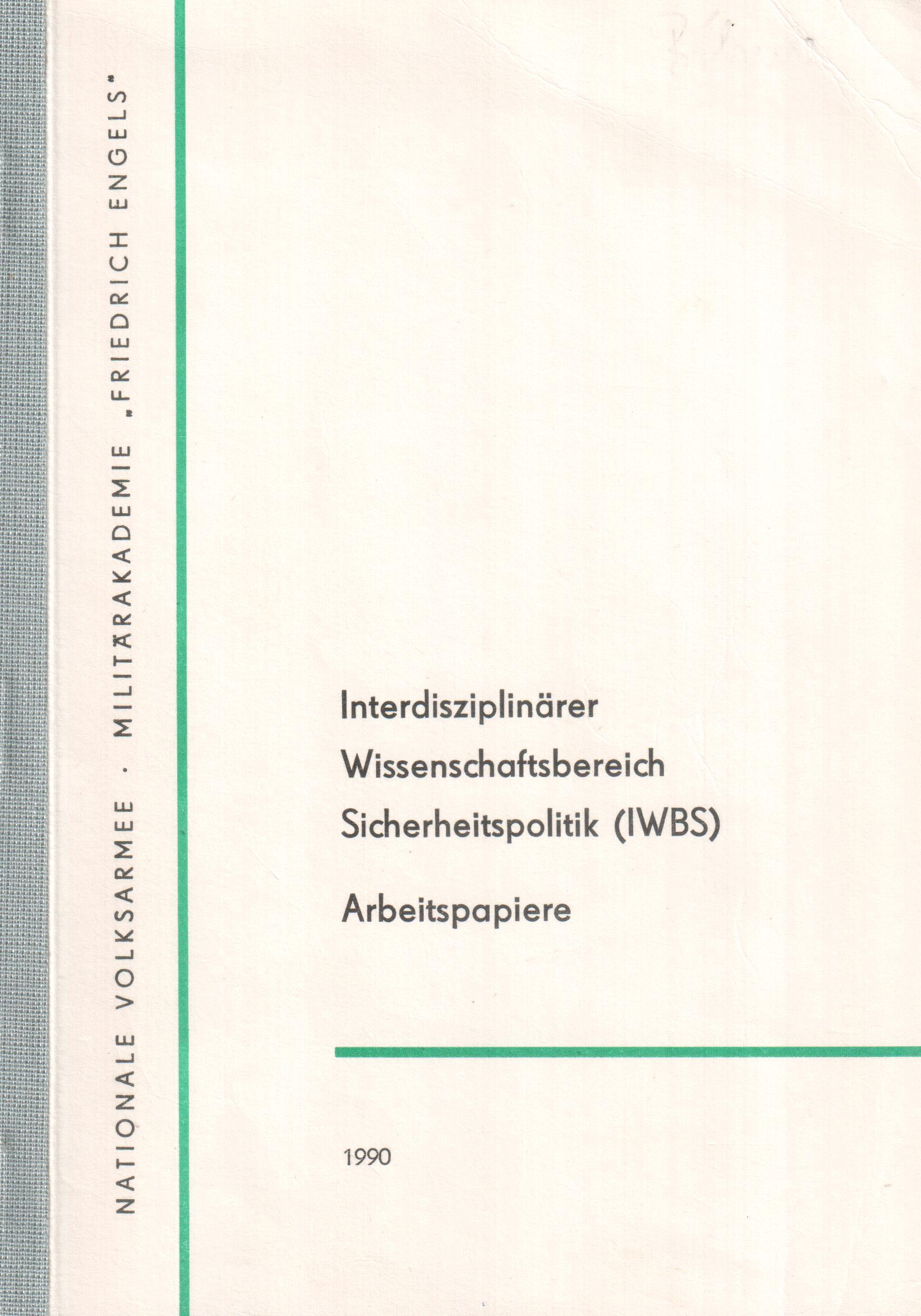
IWBS-Arbeitspapiere, Heft 1, Militärakademie „Friedrich Engels“, Dresden, Mai 1990.
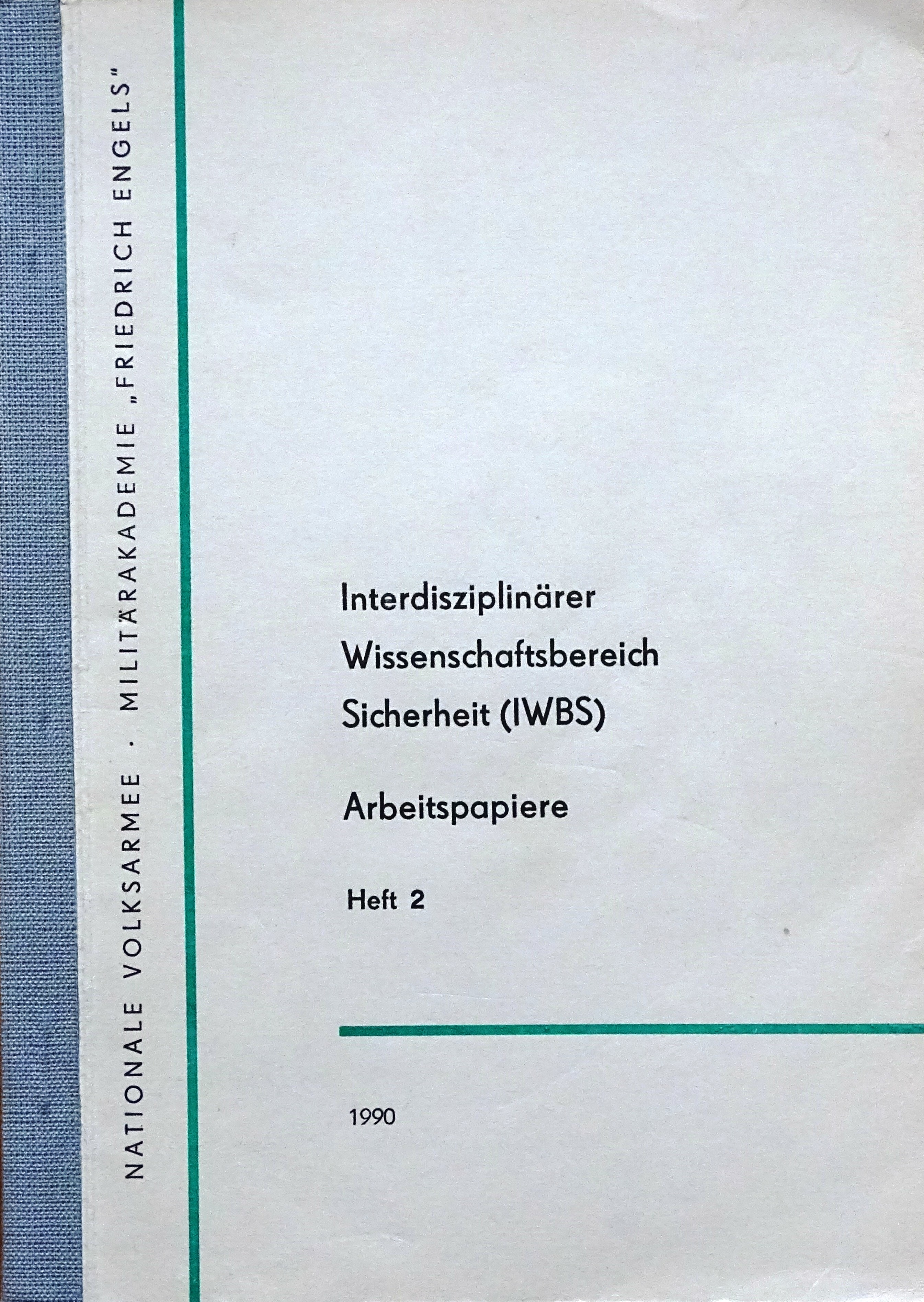
IWBS-Arbeitspapiere, Heft 2, Militärakademie „Friedrich Engels“, Dresden, Juni 1990.
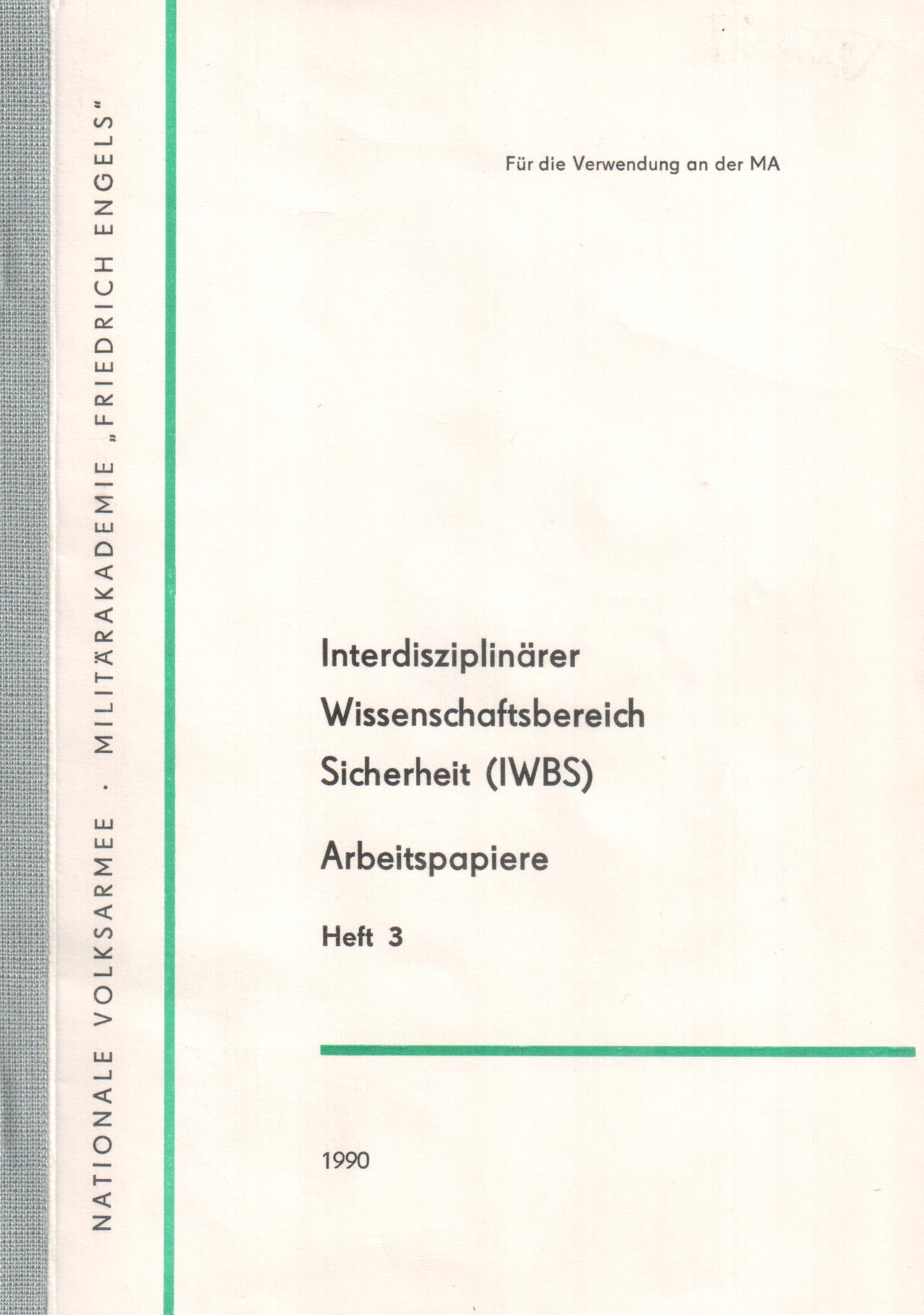
IWBS-Arbeitspapiere, Heft 3, Militärakademie „Friedrich Engels“, Dresden, Sept. 1990.
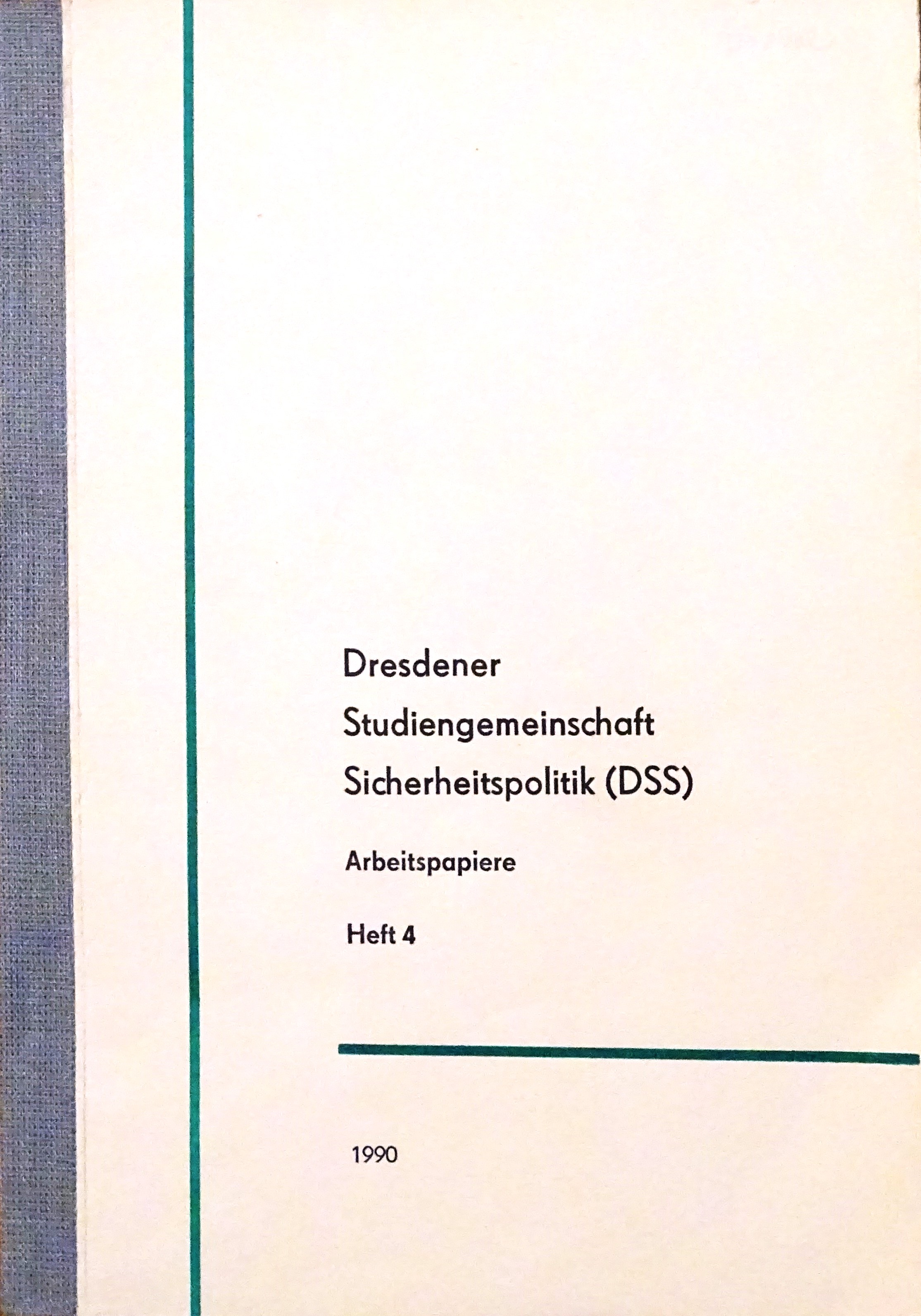
Noch im IWBS-Layout: Erstes Heft der DSS-Arbeitspapiere, Heft 4, Dezember 1990.

Auf der Basis der durch die Militärakademie schon geknüpften internationalen Kontakte erreichten die Druckexemplare Interessenten und Institutionen in (West-)Deutschland (Berlin, Bonn, Hamburg, München, Siegen, Starnberg), Finnland (Helsinki, Tampere), Frankreich (Paris), Großbritannien (London), Luxemburg, Niederlande (Groningen), Norwegen (Oslo), Österreich (Wien), Schweden (Lund, Solna), in den Vereinigten Staaten (Washington, Stanford/California, Cambridge/Mass.). Die Folge war eine Vielzahl schriftlicher Reaktionen von Institutionen und namhaften Wissenschaftlern und Politikern aus der Bundesrepublik, aus anderen Ländern Westeuropas und den USA.
Im Juli/August 1990 war die Existenz einer eigenständigen DDR illusorisch geworden. Arbeitskontakte zwischen Ost und West, gewachsen im Ringen um gewaltfreie Zukunftslösungen, wurden zunehmend abgebaut. Mit dem Beschluss der Volkskammer der DDR über den Beitritt zur Bundesrepublik Deutschland bereits am 3. Oktober 1990 mussten auf Veranlassung der Noch-DDR-Regierung Ende September 1990 die meisten IWBS-Wissenschaftler das Dienstverhältnis beenden.
Die Militärakademie Dresden wurde bis Jahresende 1990 aufgelöst, alle Wissenschaftler wurden entlassen. Somit war die materielle, institutionelle und personelle Basis des IWBS verloren gegangen.
Unter diesen Rahmenbedingungen trafen interessierte Wissenschaftler des IWBS eine gewagte und mutige Entscheidung zum eigenständigen Erhalt der praktizierten interdisziplinären Zusammenarbeit in einem nicht mehr geteilten Deutschland und zur Herausgabe einer Publikation im Selbstverlag. Über einen eingetragenen Verein (e. V.) auf Basis des Bürgerlichen Gesetzbuchs konnte dies noch im September 1990 vorbereitet werden. Die ab Ende 1990 herausgegebenen, nachfolgenden DSS-Arbeitspapiere griffen diese Anliegen auf.

### Status der Herausgeberin – DSSe.V.
Die Dresdener Studiengemeinschaft Sicherheitspolitik (DSS) wurde in Dresden am 16. Oktober 1990 als wissenschaftlicher (ideeller) Verein errichtet und in das Vereinsregister beim Kreisgericht Dresden unter VR 877 eingetragen.
Die Satzung erläutert die Herkunft der Studiengemeinschaft in Absatz 3:

„Die DSS e. V. knüpft in ihrer Tätigkeit an die wissenschaftliche Tätigkeit von Sozialwissenschaftlern, Militärwissenschaftlern und Technikwissenschaftlern an, die diese im Rahmen des IWBS der Militärakademie ’Friedrich Engels’ bis zu deren Auflösung leisteten. Das Hauptaugenmerk war bereits zum Gründungszeitpunkt auf die Sicherstellung der publizistischen Tätigkeit der Mitglieder gerichtet.“

Zeitgleich mit dem 25-jährigen Jubiläum der DSS e. V. ist die Tätigkeit des eingetragenen Vereins, mit amtlicher Bekanntmachung der Löschung im Bundesanzeiger vom 27. Januar 2017, beendet worden.

## Schriftenreihe DSS-Arbeitspapiere

### Zweck, Herausgabe, Autoren, Redaktion, Vertrieb
Unter dem Leitgedanken – „Übergang von konfrontativer zu gemeinsamer, kooperativer Sicherheit ermöglicht die Entmilitarisierung der Sicherheitspolitik als Garantie des Friedens“ – gelang schon ab Dezember 1990, in Kontinuität zu den IWBS-Arbeitspapieren, die Herausgabe der DSS-Arbeitspapiere (siehe Abbildung unten links).

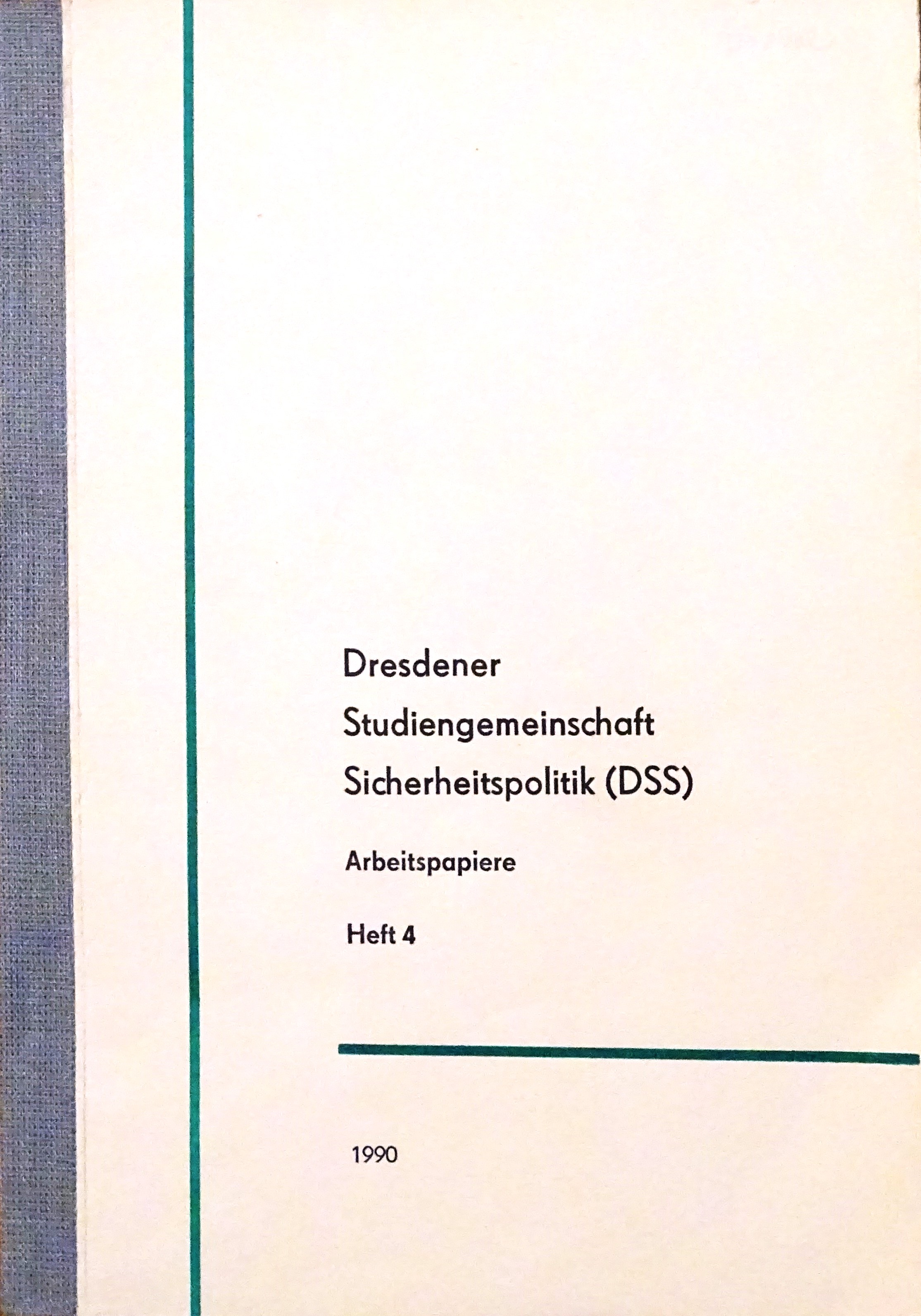
Erstes Heft der DSS-Arbeitspapiere, Heft 4, Dezember 1990. Noch im IWBS-Layout.
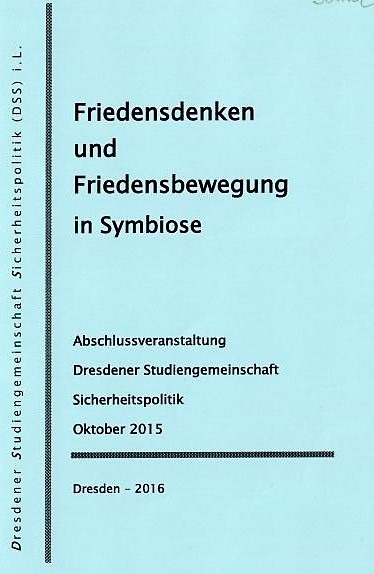
Letzte Druck-Ausgabe, 25 Jahre DSS e. V., Abschlussveranstaltung, DSS-AP Heft 116, 2016.
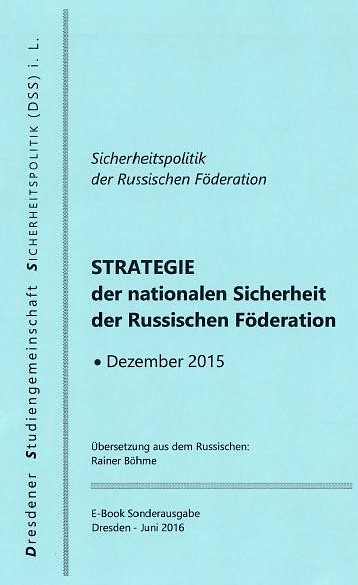
Letzte E-Book-Ausgabe der DSS-Schriftenreihe, Übersetzung Strategie, Sonderheft [117], 2016.

Die Herausgabe der HefteDSS-Arbeitspapiere geschah in unregelmäßiger Folge, jeweils in Abhängigkeit von der Ausarbeitung eigener Studien oder von Beiträgen auf wissenschaftlichen Veranstaltungen. Laut Satzung der DSS e. V.

„… befassen sich die Mitglieder der DSS e. V. in ihrer wissenschaftlichen  und publizistischen Tätigkeit mit allen Aspekten der Sicherheitspolitik, wobei ihre besondere Aufmerksamkeit auf militärische und verteidigungspolitische Probleme der europäischen Sicherheit gerichtet ist.“

Die Schriftenreihe DSS-Arbeitspapiere verschaffte zahlreichen Autoren, Friedensforschern, Sicherheitspolitikern und Militärwissenschaftlern, Politik- und Rechtswissenschaftlern, Philosophen, Ökonomen, Historikern sowie Persönlichkeiten der Friedensbewegung ein Medium. An den Publikationen haben rund 150 Autoren mitgewirkt. Sie konnten ihre Ansichten zu einem breit gefächerten Themenkreis der europäischen, transatlantischen und globalen Friedens- und Sicherheitspolitik öffentlich machen und ihnen im deutschsprachigen Schriftgut einen bleibenden Platz sichern.
In Eigenregie der DSS e. V. wurden Übersetzungen aus dem Russischen bzw. Englischen geleistet, Fotos und Abbildungen bereitgestellt, die wissenschaftliche und sprachliche Redaktion durchgeführt sowie die Druckvorbereitung vorgenommen, der Vertrieb organisiert und die Finanzierung abgesichert. Ein geringes Druckkostenentgelt und Versandkosten wurde durch die DSS-‘Schatzmeister’ eingefordert. (Ständige Bezieher und Einzelbesteller – Pkt. 2.5)
In den zehn Jahren von 2005 bis 2015 wurden etwa 5.200 Exemplare versandt.

### Hauptgegenstand der DSS-Arbeitspapiere
Im Zentrum der kritischen Auseinandersetzung standen folgende Gegenstände:
- die Militarisierung der Außen- und Sicherheitspolitik Deutschlands und der Europäischen Union (EU);
- die Neuausrichtung der Bundeswehr auf Kampfeinsätze;
- die neuen Weltordnungskriege der USA und der NATO;
- das Kriegsgeschehen in bedeutenden Krisenregionen.

Einen wichtigen Studienbereich bildete:
- die Analyse und Bewertung der Sicherheitspolitik und (Verteidigungs-)Militärpolitik Russlands sowie
- die Übersetzertätigkeit für sicherheits- und militärpolitische Originaldokumente aus dem Russischen, um ein fachwissenschaftlich adäquates, deutschsprachiges Lese- und Studienmaterial bereitzustellen.

Immer wieder aufgegriffener Gegenstand von Studien war
- die Theorie über Frieden Krieg und Streitkräfte. Sie wurde als Erkenntnismittel für das Verstehen der sicherheitspolitischen Probleme in der Weltlage fruchtbar gemacht.

Eine Reihe von Studien sind veröffentlicht worden
- zur historisch-kritischen Analyse und Bewertung des sicherheitspolitischen Denkens in der DDR und seines Umbruchs, vornehmlich an der Militärakademie der Nationalen Volksarmee.

### Entstehungsanlass der Schriften

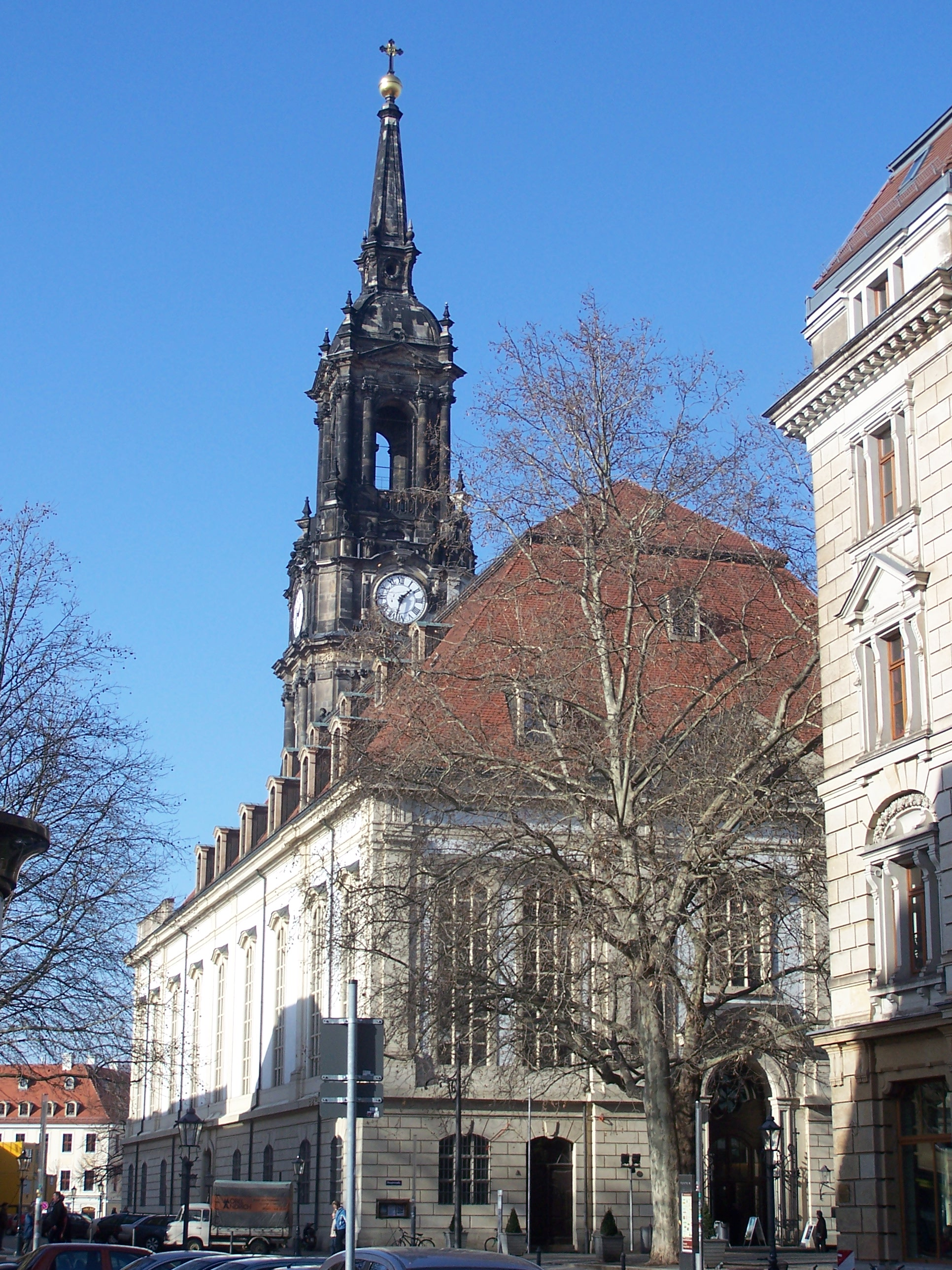
Dreikönigskirche Dresden, Seiteneingang.

Die meisten dieser Autorenbeiträge entstanden im Zusammenhang mit zwei Reihen jährlich abgehaltener Symposien (siehe unten).
Mehrere Artikel ergaben sich aus dem, zum warnenden Gedenken an den Zweiten Weltkrieg, jährlich im September durchgeführten, öffentlichen  Podiumsgespräch zum Weltfriedenstag, das durch die Studiengemeinschaft DSS e. V. gemeinsam mit der Sächsischen Friedensinitiative Dresden e. V.  21-mal (1993 bis 2013) zu aktuellen Themen der Friedensbewegung in der Dreikönigskirche veranstaltet wurde.

#### Schriften zum ‘Dresdner Friedenssymposium’

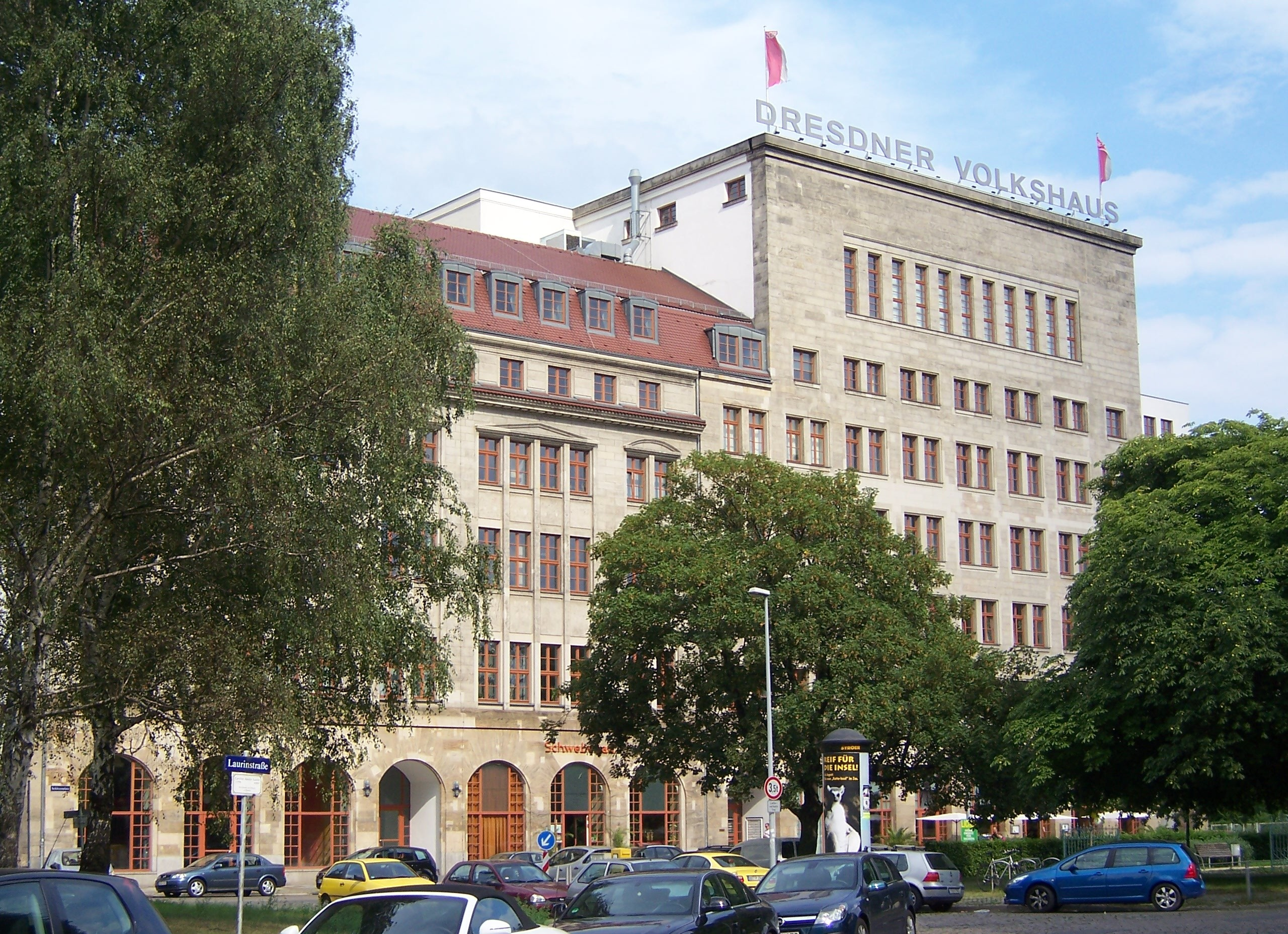
Tagungsort: Dresdner Volkshaus

Das gemeinsam mit der Sächsischen Friedensinitiative Dresden e. V. veranstaltete Dresdner Friedenssymposium führte ab 1996 (insgesamt 18-mal) jeweils im Februar, mahnend an die Zerstörung Dresdens im Zweiten Weltkrieg, Friedensfreunde aus dem gesamten Bundesgebiet und aus Nachbarländern zusammen.
- Autorenbeiträge: sieben Referenten der DSS e. V. sowie zehn Gastreferenten (Berlin, Bremen, Hamburg, Kassel, München, Prag, Wien).
- Redebeiträge sind in 15 Heften der DSS-Arbeitspapiere dokumentiert.[15]
- Ort: Großer Saal, Haus der Gewerkschaften (‘Dresdner Volkshaus’).

#### Schriften zum Dresdner Symposium „Globale Friedensordnung“

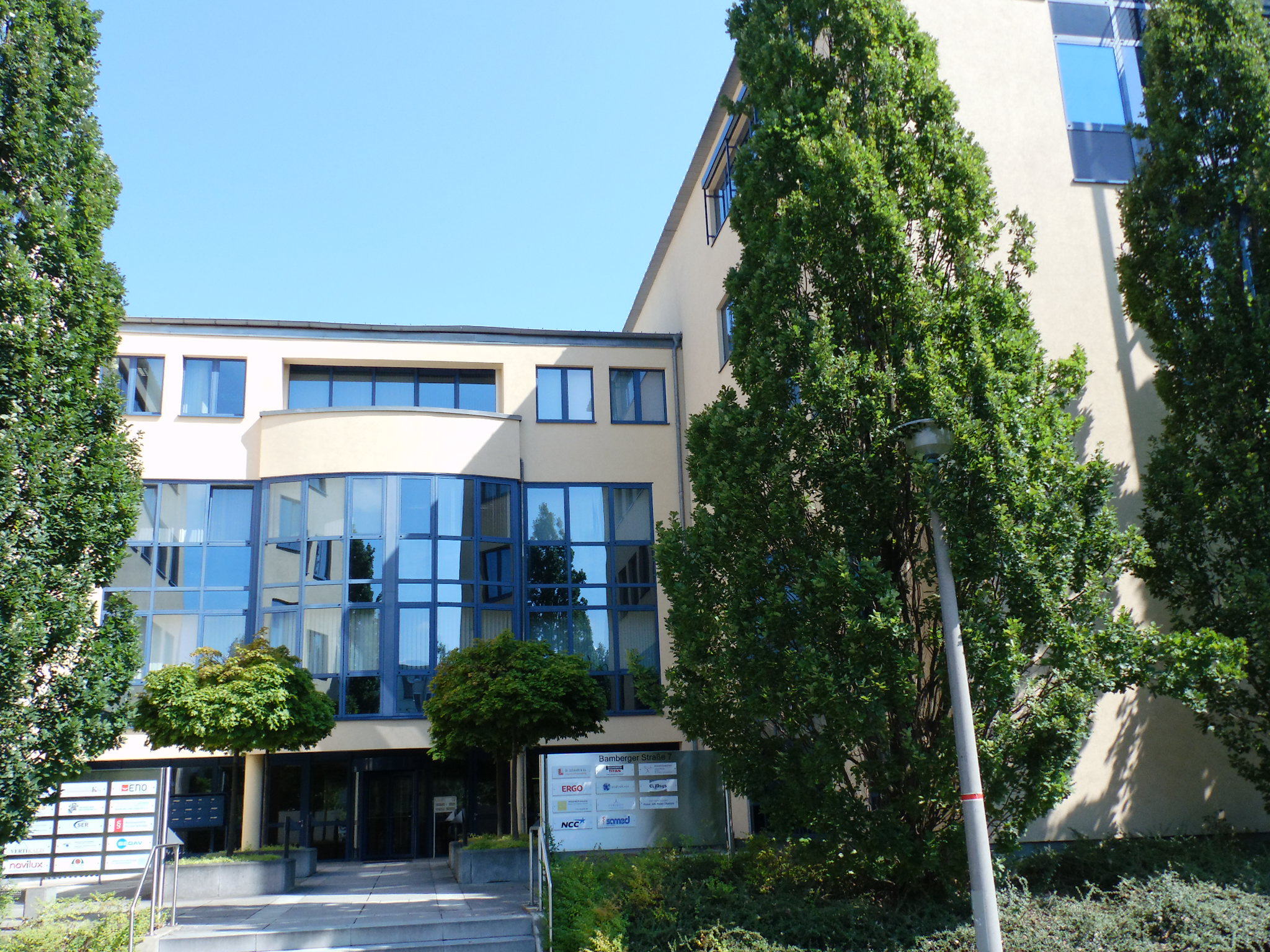
Tagungsort: Kulturakademie Dresden, Bamberger Straße.

Das Symposium der Internationalen Projektgruppe ‘Globale Friedensordnung’, von Prof. Volker Bialas 1995 in Hannover gestartet, wurde auf Initiative von Ernst Woit (DSS e. V.) von 1996 bis 2014 in Dresden unter der Bezeichnung 1. bis 18. ‘Dresdner Symposium Für eine Globale Friedensordnung’ weitergeführt.
Das wissenschaftliche Symposium ermöglichte jeweils im November einen philosophisch-friedenswissenschaftlichen, gemeinsamen Diskurs der Studiengemeinschaft DSS e. V. mit Philosophen aus Budapest, München, Bonn und Dresden, um in einer zunehmend kriegerischen Weltordnung das humanistische Anliegen eines globalen Friedens zu verteidigen.
- Veranstaltungsort: Räume der Kulturakademie Dresden, Bamberger Straße.
- Hauptthemen waren:
  - Gesellschaftliches Naturverhältnis, Frage Krieg – Frieden;
  - Völkerrecht und Rechtsbewusstsein für eine globale Friedensordnung;
  - „Pax Americana“ oder gerechter Frieden;
  - Europäische Integration und der Frieden;
  - Militarismus und Antimilitarismus heute;
  - Die Weltwirtschaftskrise und der Frieden;
  - Der Aufstieg Chinas zur Weltmacht und die Chancen für eine globale Friedensordnung.
- Autorenbeiträge: neun Referenten der DSS e. V., zwölf Gastreferenten (Berlin, Bremen, Budapest, Greifswald, Leibniz-Sozietät, Leipzig, München, Potsdam, Waltersdorf (Schönefeld)).
- Publikation: Gesamtdokumentation in 19 Heften der DSS-Arbeitspapiere.[17]

#### Schriften zum Kolloquium 2005 – ‘Philosophisches Denken über Krieg und Frieden’

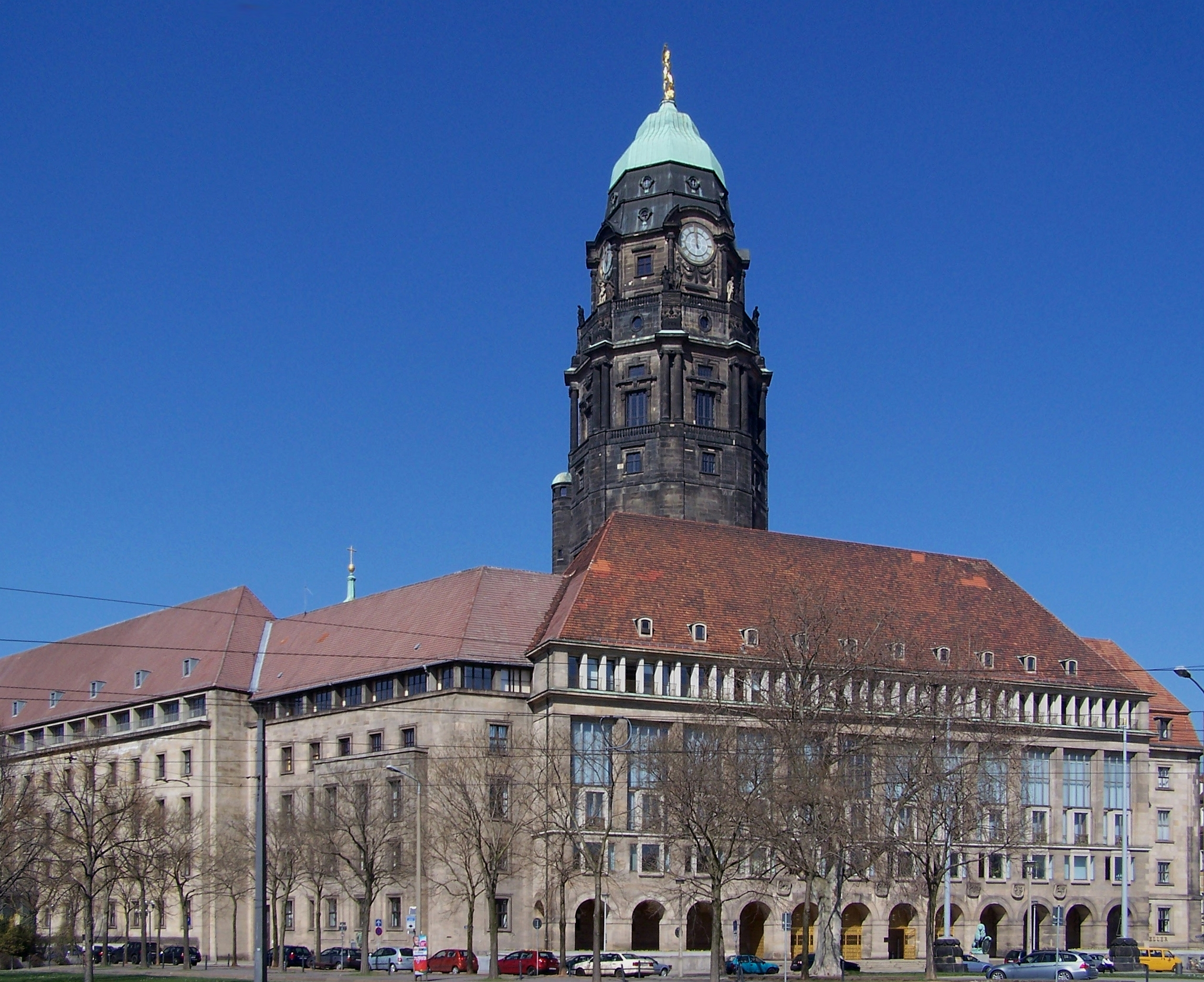
Tagungsort: Rathaus Dresden.

Das Kolloquium am 13. September 2005 im Rathaus Dresden widmete sich (mit etwa 40 Teilnehmern) dem Thema, das den Geist der Studiengemeinschaft bestimmte und mit dem der Jubilar Wolfgang Scheler in besonderer Weise verbunden war.
- Thema: „Philosophisches Denken über Krieg und Frieden. Umwälzende Einsichten an der Militärakademie und ihr Fortwirken in der Dresdener Studiengemeinschaft Sicherheitspolitik.“
- Autorenbeiträge: neun Referenten der DSS e. V.;
- Publikation in: DSS-Arbeitspapiere, Nr. 76/2005.[18]
- Veranstaltungsort: Ratssaal im Rathaus Dresden.

#### Schriften zum Kolloquium 2009 – Militärakademie „Friedrich Engels“

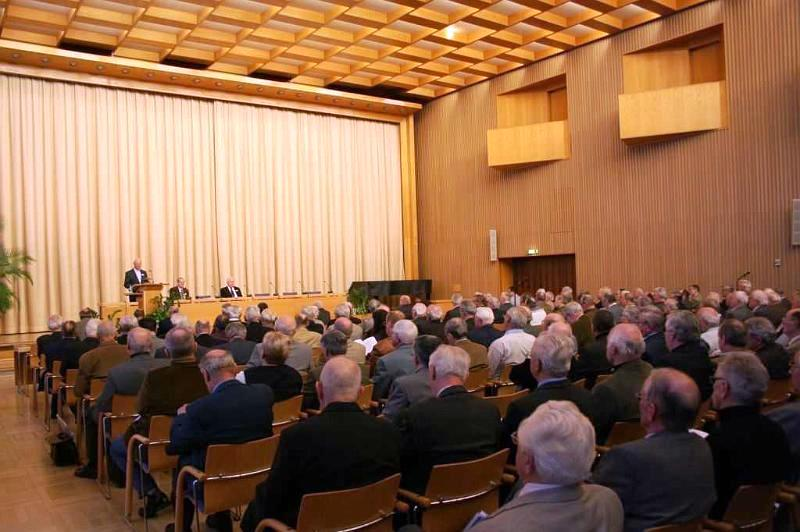
Eröffnung zum Kolloquium 2009, Tagungssaal

Das Kolloquium am 10. Januar 2009, aus Anlass des 50. Gründungstags der Militärakademie „Friedrich Engels“, im Rathaus Dresden, Großer Festsaal, gestaltete sich zu einem Höhepunkt im kritischen Rückblick auf ihre wissenschaftlichen Leistungen. Dies war die größte und aufwändigste DSS-Veranstaltung.
Im September 2008 erschien die Dokumentation von Wolfgang Demmer und Eberhard Haueis ‘Militärakademie „Friedrich Engels“ 1956 bis 1990’ – vom Herausgeber DSS e. V. als Heft 95 (Sonderausgabe)/2008 bezeichnet. Jedem Teilnehmer des Kolloquiums wurde am Konferenztag ein Exemplar überreicht.
- Teilnehmer am Kolloquium: mehr als 240 angemeldete Teilnehmer und geladene Gäste.
- Publikationen:
  - Konferenzband Kolloquium 2009, DSS-Arbeitspapiere, Heft 95/2009, mit Geleitwort von Admiral a. D. Theodor Hoffmann.[20]
  - Folge-/Ergänzungsband Kolloquium-MAFE, DSS-Arbeitspapiere Heft 114/2015.[21]

#### Schriften zu ‘Jubiläen und Würdigungen im Verein’
- Rückblick auf die DSS e. V. zum 10., 20., und 25. Gründungsjubiläum – Sammelbände – in vier Heften,[22] mit mehr als 20 Autoren.

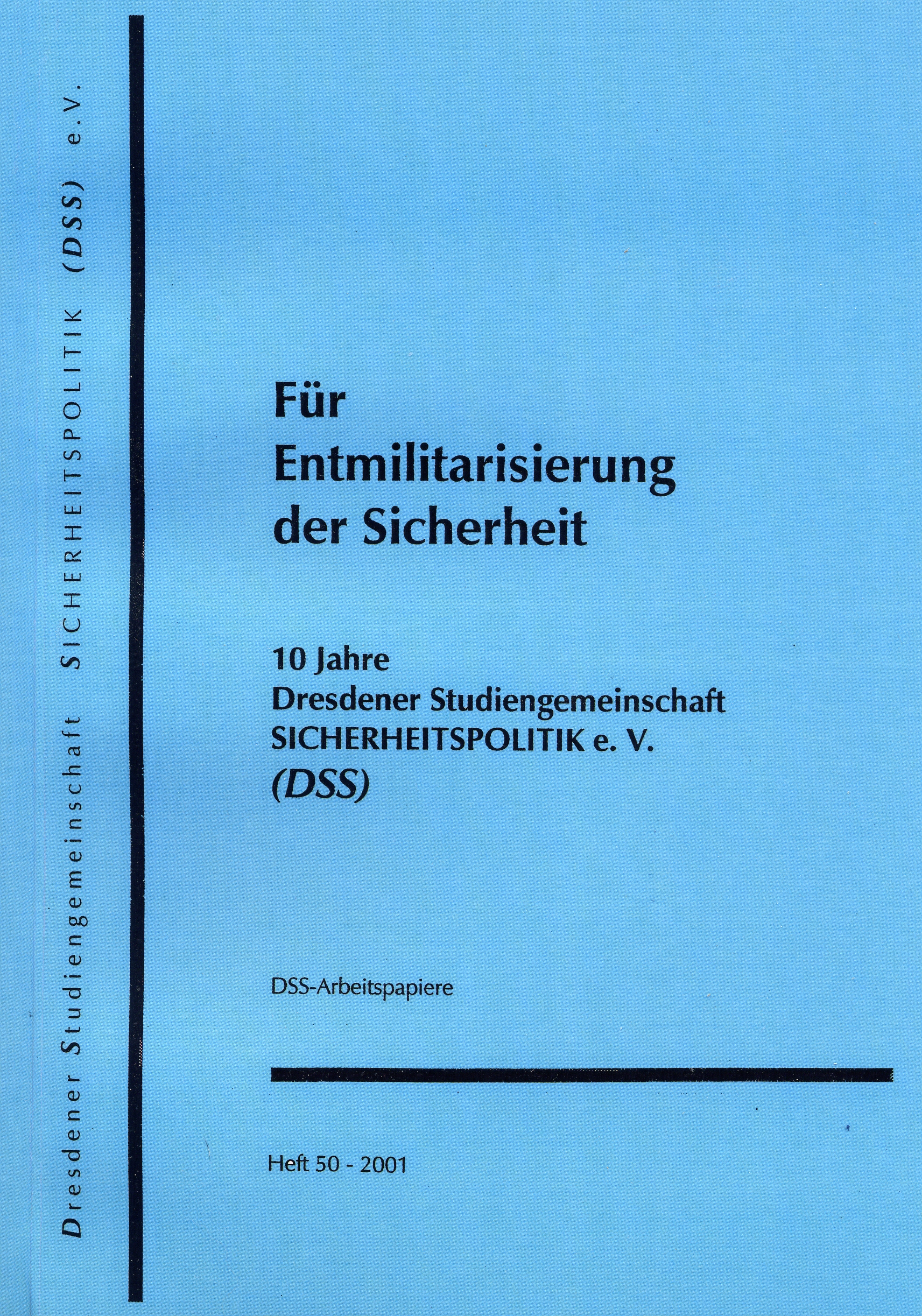
10 Jahre DSS e. V., DSS.AP, Heft 50, 2001.
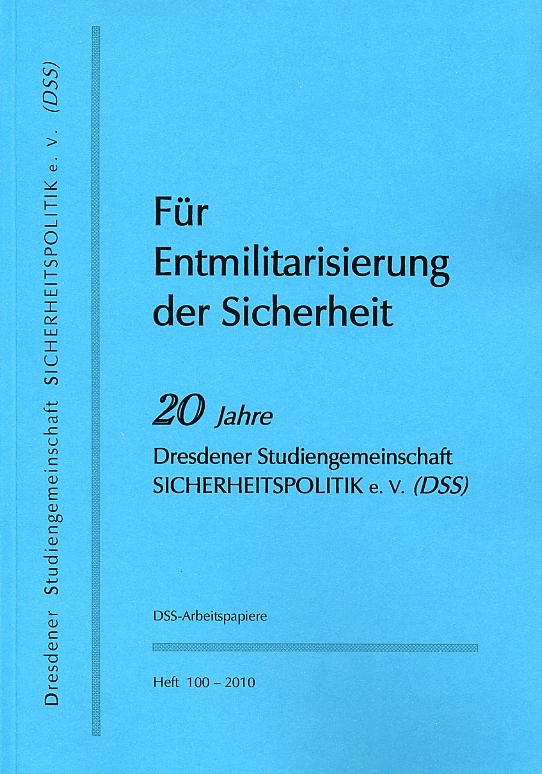
20 Jahre DSS e. V., DSS.AP, Heft 100, 2010.
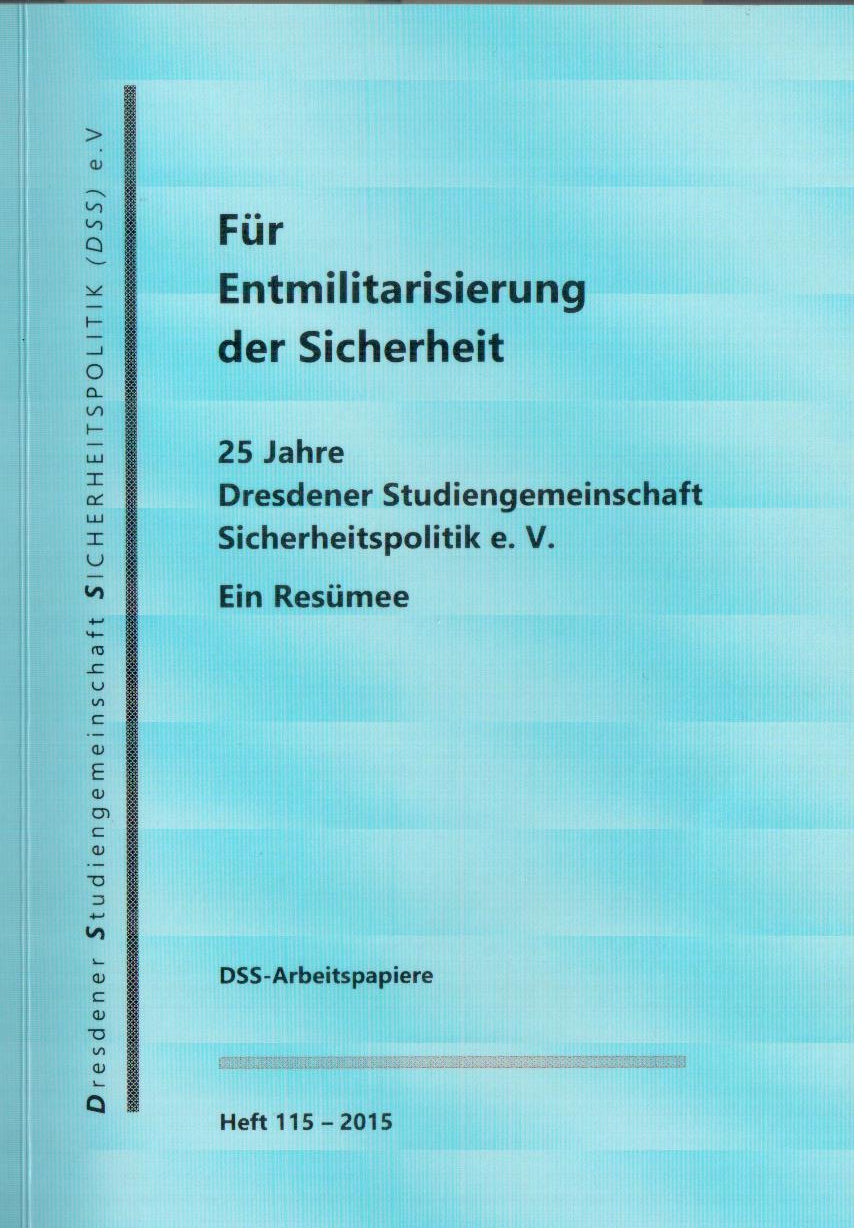
25 Jahre DSS e. V., DSS.AP, Heft 115, 2015.
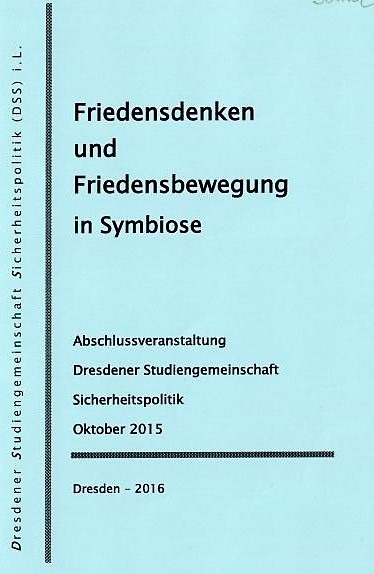
Abschlussveranstaltung, DSS.AP, H. [116], 2016.

- Festschriften für besonders verdiente Wissenschaftler der DSS e. V. zur Würdigung für ihr Werk, darunter: Ernst Woit,[23] Rolf Lehmann,[24] Siegfried Schönherr,[25] Wolfgang Scheler.[26]

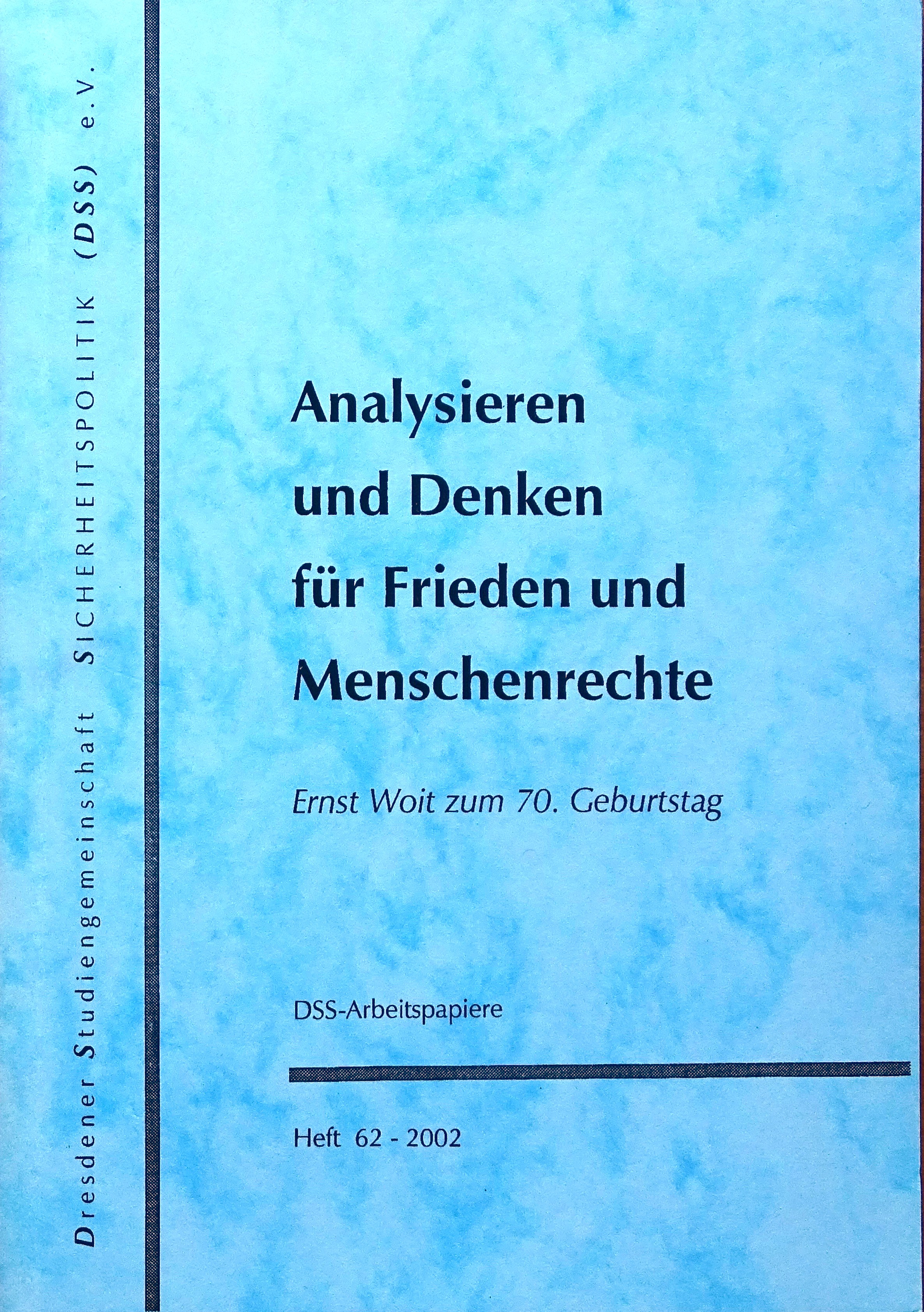
Festschrift, Ernst Woit zum 70., DSS-AP, Heft 62, 2002, Umschlagtitel.
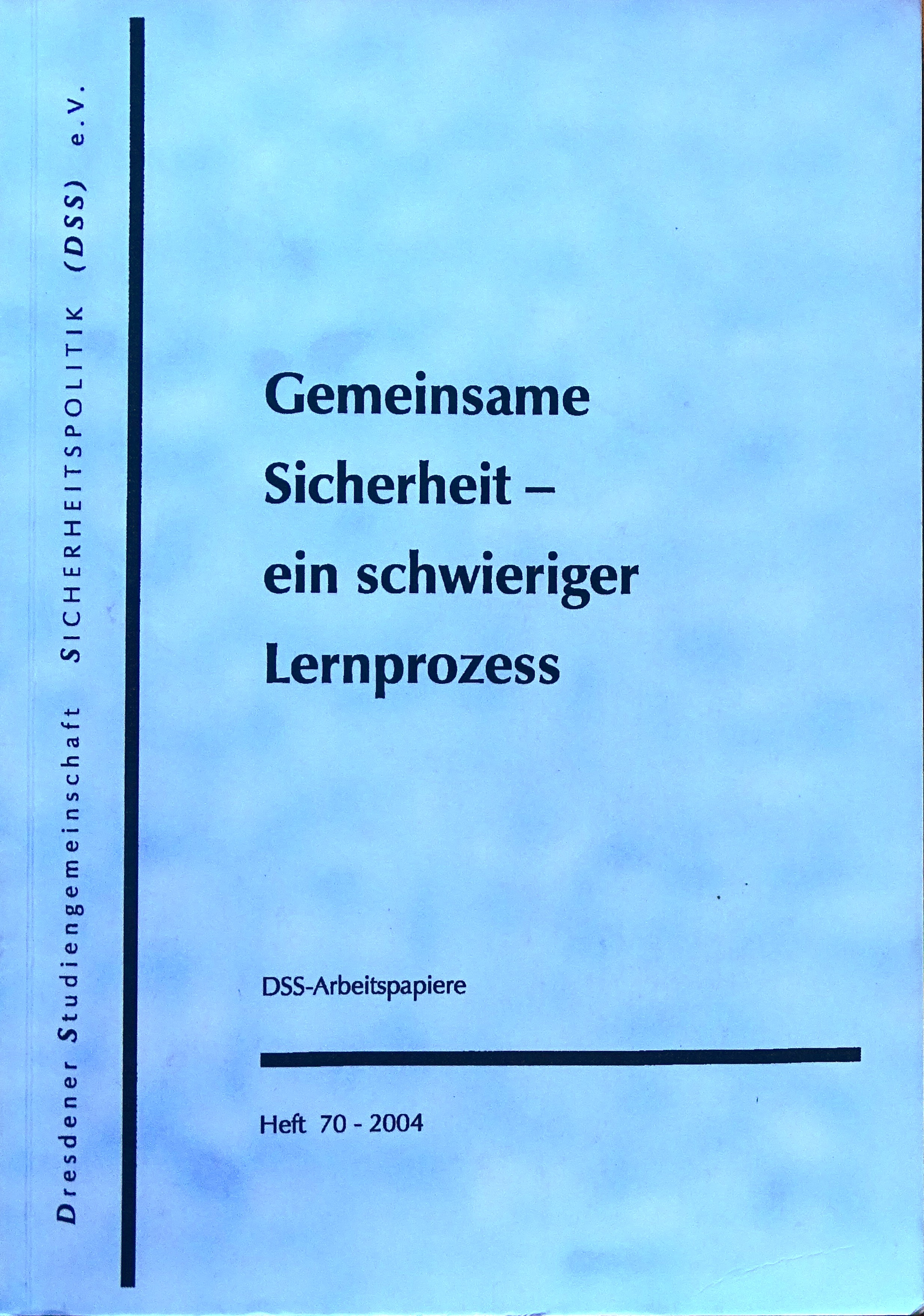
Festschrift, Rolf Lehmann zum 70., DSS-AP, Heft 70, 2004, Umschlagtitel.
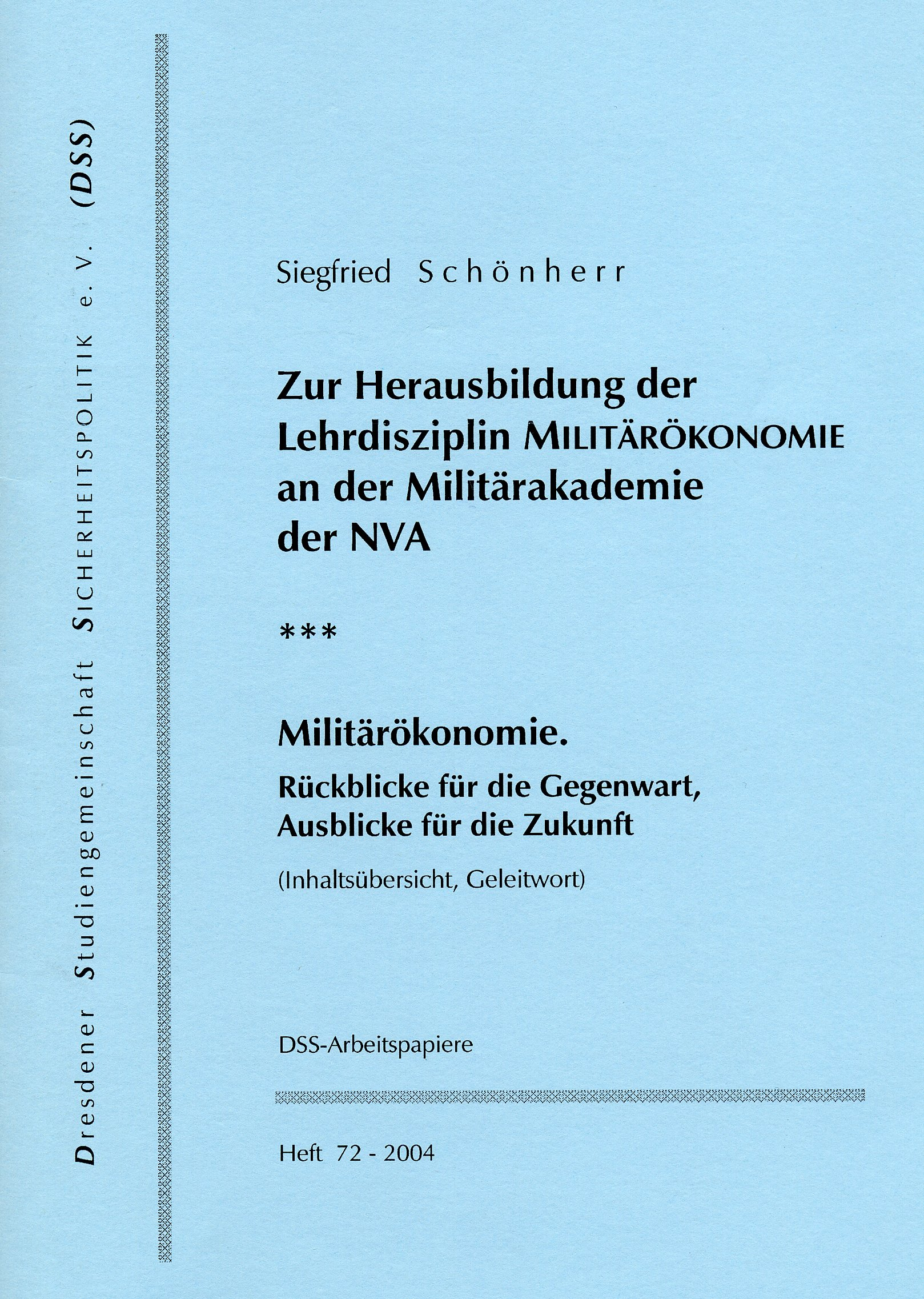
Festschrift, Siegfried Schönherr, zum 70., DSS-AP, H. 72, 2004, Umschlagtitel.
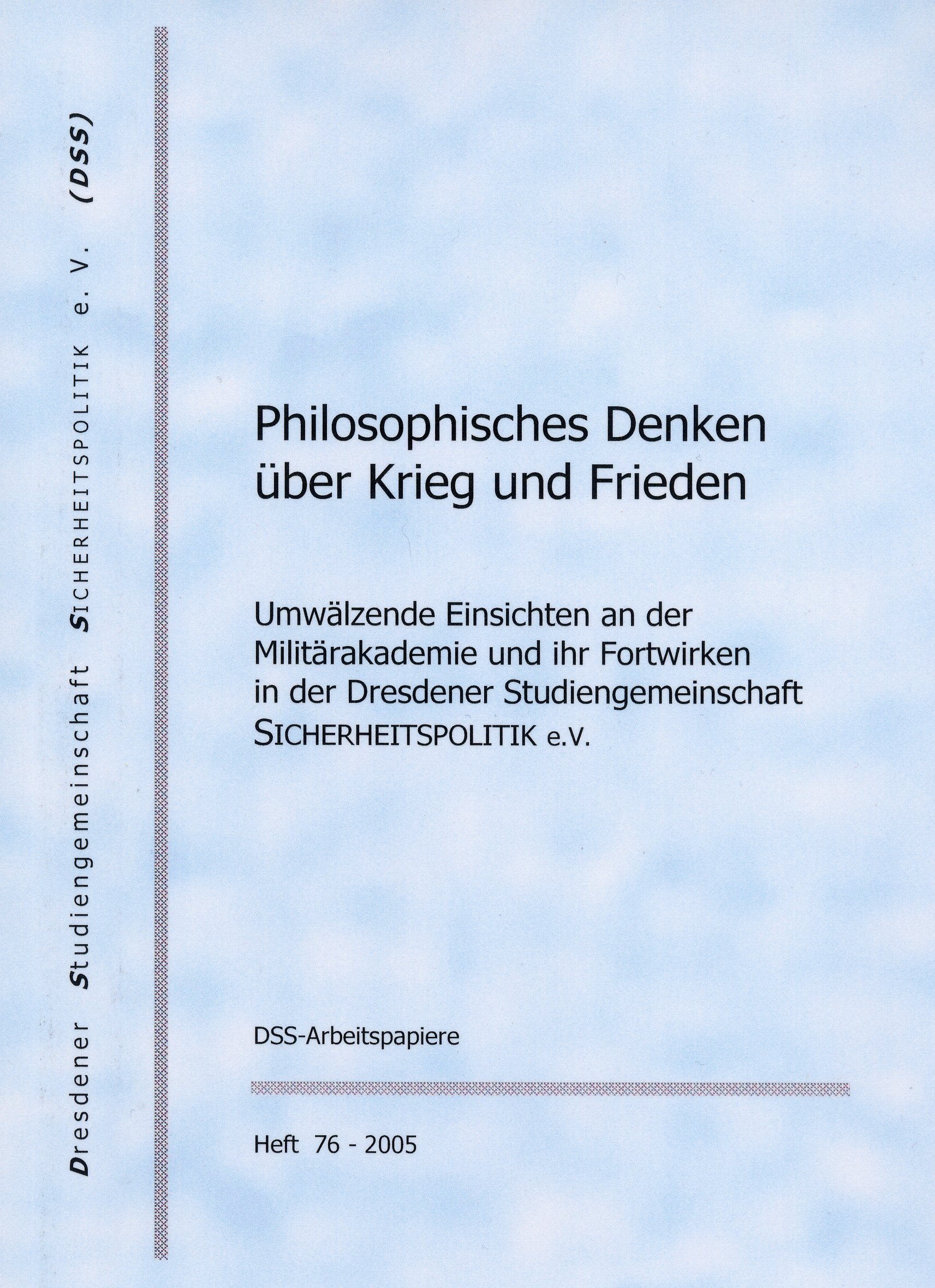
Festschrift, Wolfgang Scheler, zum 70., DSS-AP, H. 76, 2005, Umschlagtitel.

- Denkschrift in memoriam Rolf Lehmann;[27] in memoriam Hans Süß.[28]

### Themenüberblick – Schriften, Ausgaben, Autoren
In der Schriftenreihe DSS-Arbeitspapiere (1990 bis 2017), wurden die folgenden Themenfelder behandelt:
- Zur Globalstrategie, NATO, Bundeswehr – in zwölf Heften, mit 18 Autoren.
- Zu internationalen Konflikträumen – in neun Heften, mit 18 Autoren, darunter:
  - zu Jugoslawien – in fünf Heften mit sieben Autoren;[29]
  - zum Nahen und Mittleren Osten;[30]
  - zu China.[31]

- Zur Umwälzung im Denken über Frieden, Krieg und Streitkräfte – in rund 30 Heften der DSS-Arbeitspapiere.

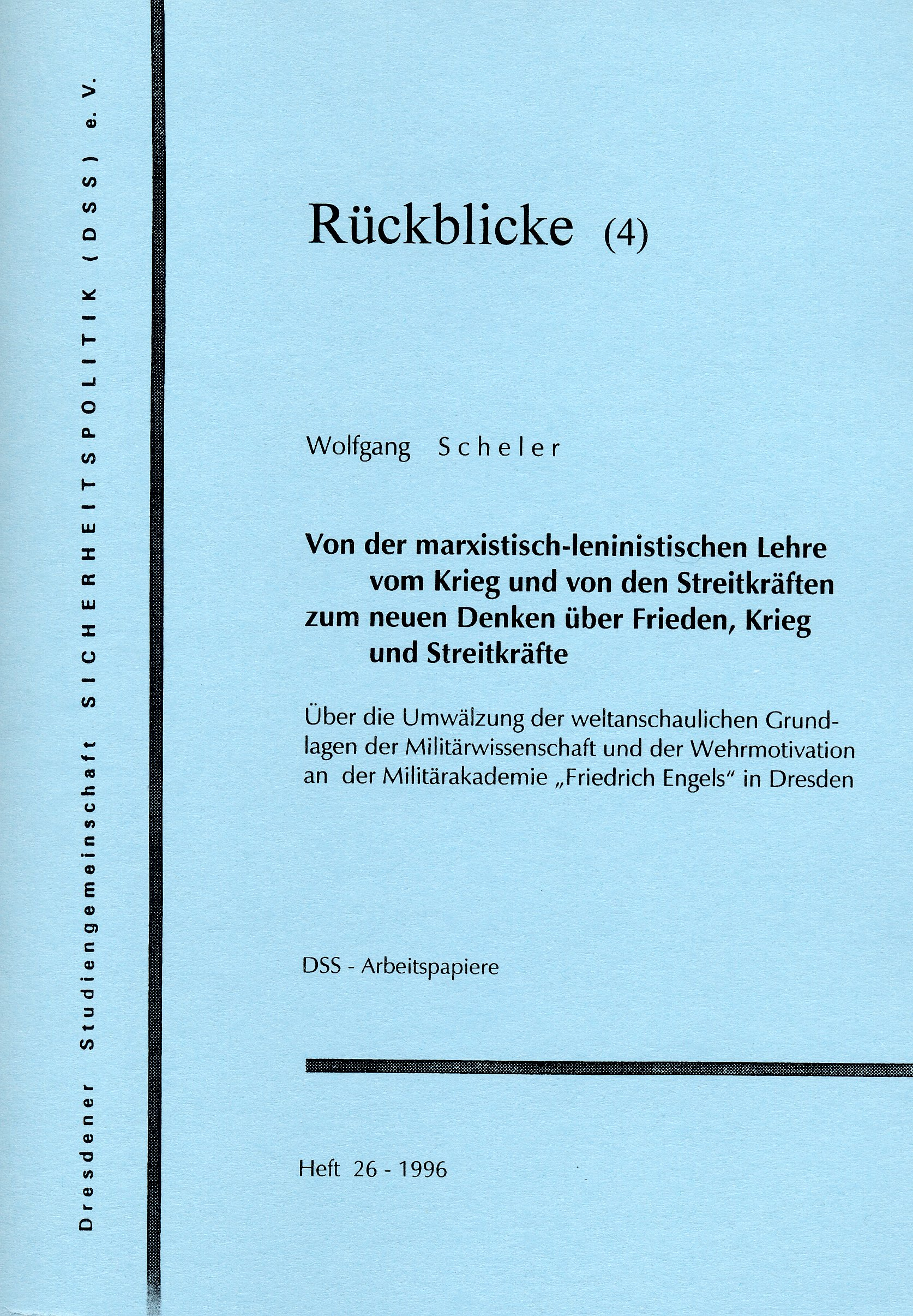
DSS-Arbeitspapiere, Umwälzung im Denken über Frieden – Krieg – Streitkräfte, H. 26, 1996.
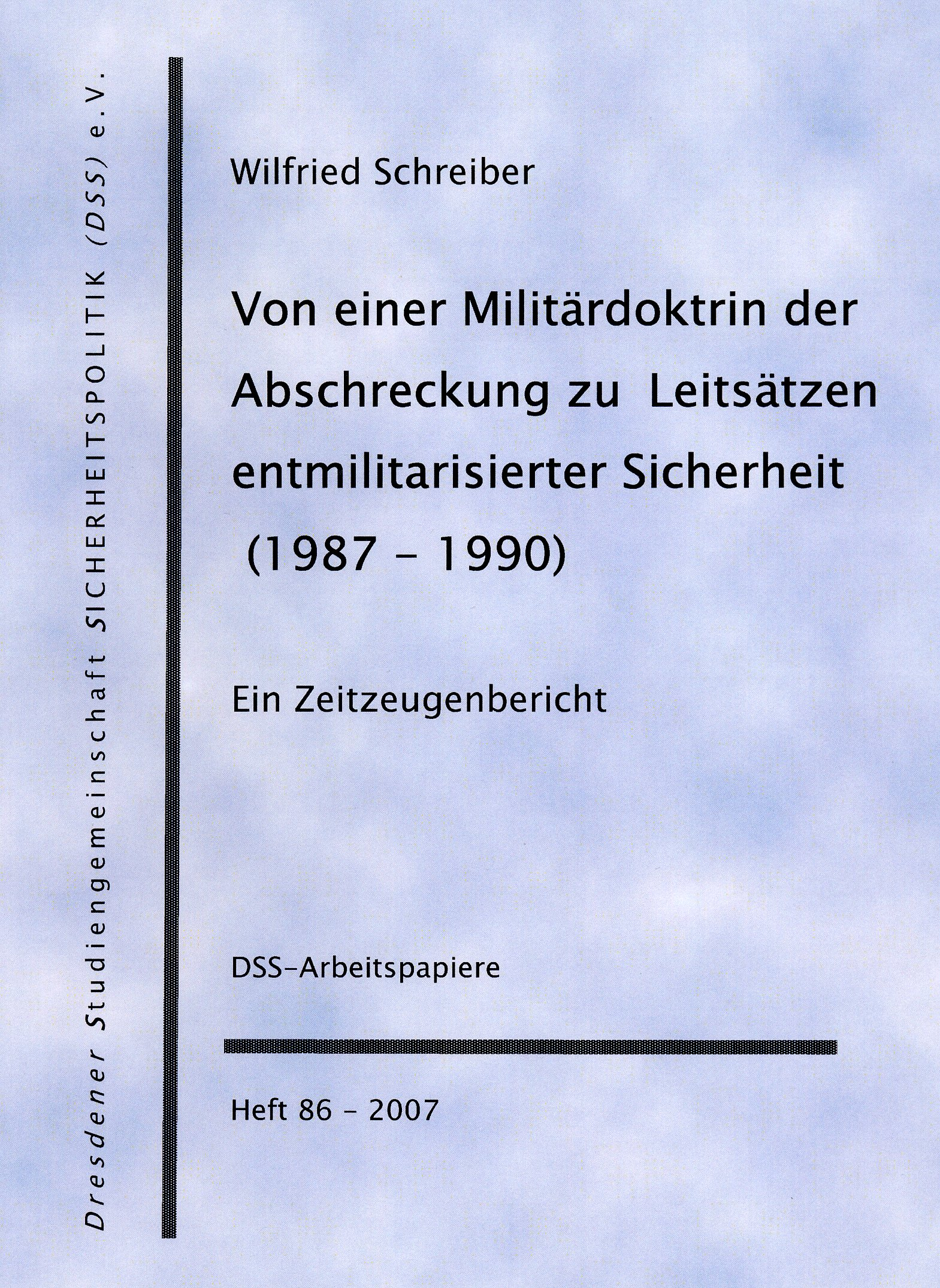
DSS-Arbeitspapiere, Abschreckung und entmilitarisierte Sicherheit, H. 86, 2007.

- Zur Sicherheitspolitik in Osteuropa – in 39 Heften, mit 14 Autoren, darunter:
  - zur Russischen Föderation – in 27 Heften,[32] mit 10 Autoren; insbesondere Übersetzungen – Strategie der Nationalen Sicherheit, Konzeption Außenpolitik, Militärdoktrin, Marinedoktrin.

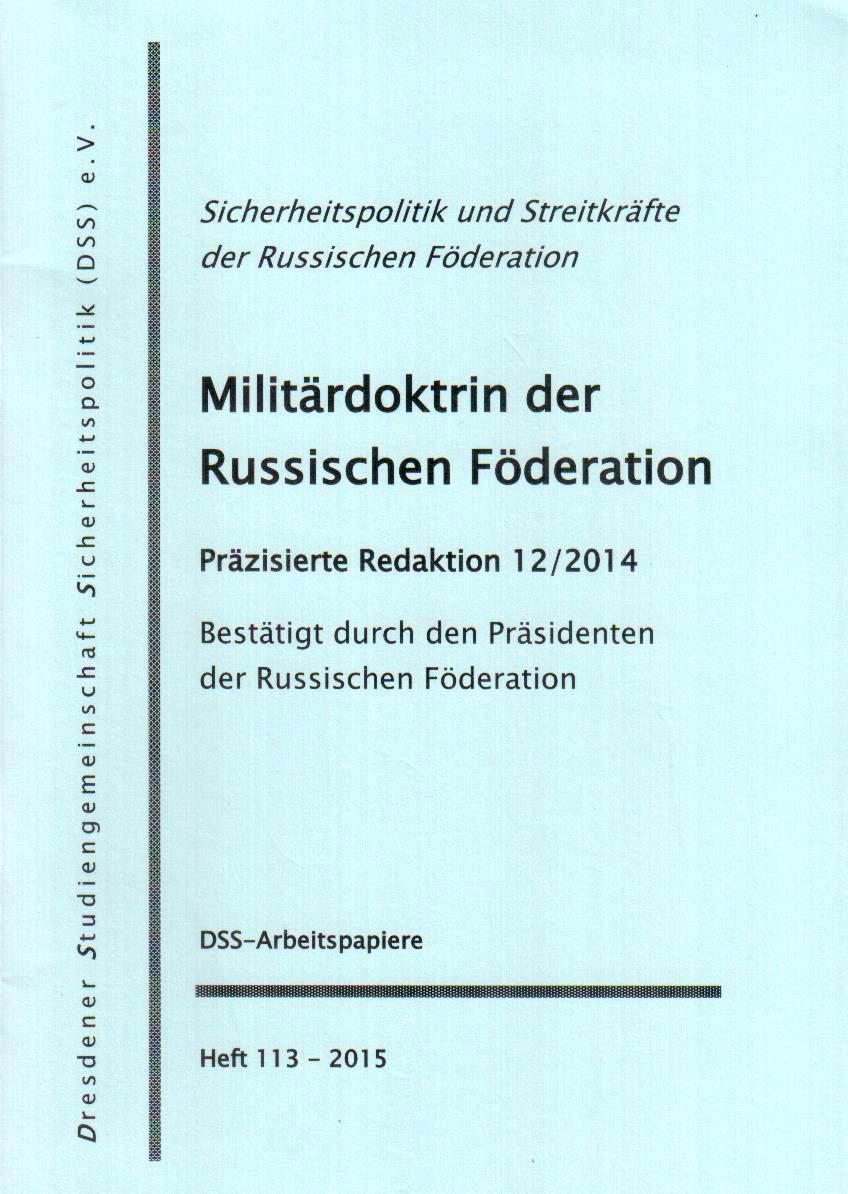
DSS-Arbeitspapiere, Militärdoktrin der RF, Heft 113, 2015.
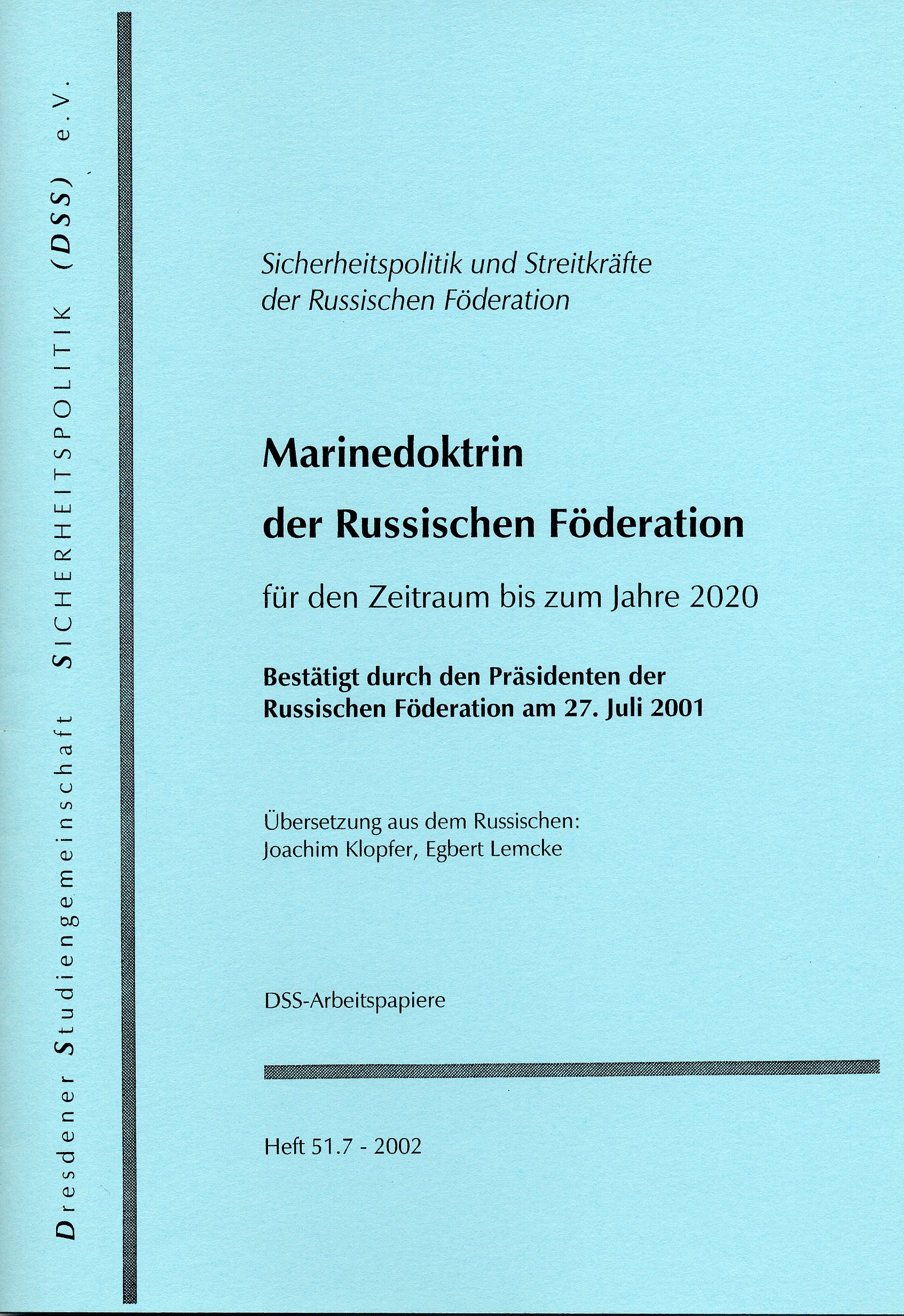
DSS-Arbeitspapiere, Marinedoktrin der RF, Heft 51.7, 2002.
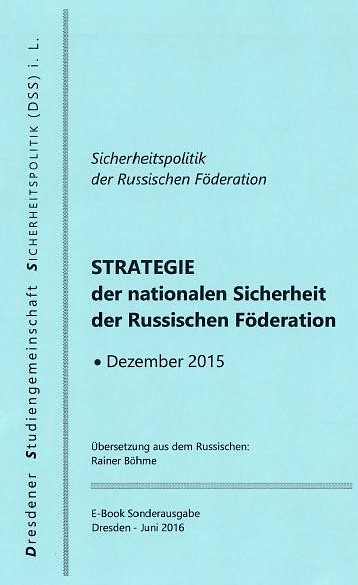
DSS-Arbeitspapiere, Strategie der nationalen Sicherheit der RF, Heft [117], E-Book 2016.

- - zu Belarus, Georgien, Ukraine – in 3 Heften mit 3 Autoren;[33]
  - zu Ungarn – in neun Heften,[34] mit einem Autor.

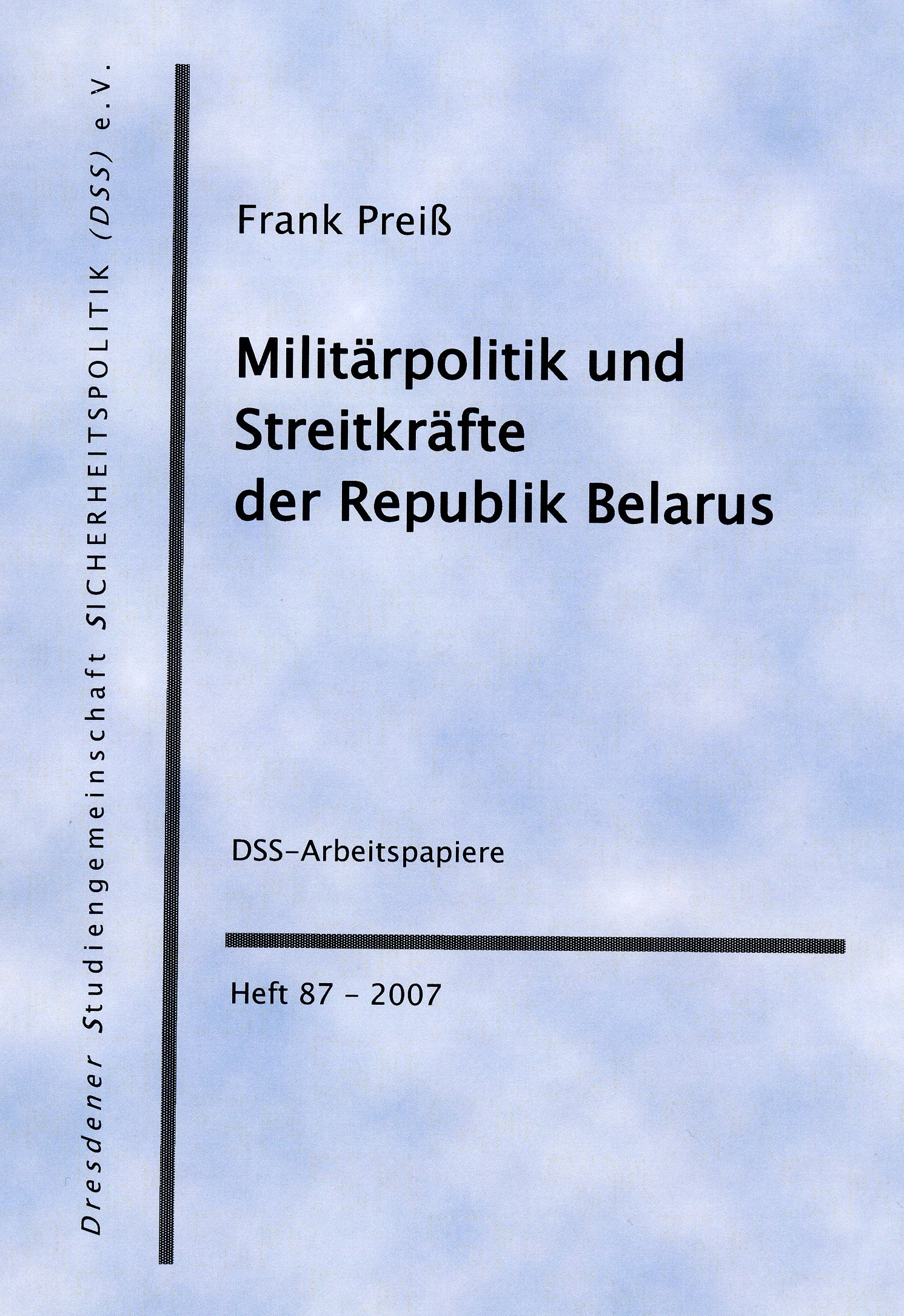
DSS-Arbeitspapiere, Streitkräfte Rep. Belarus, Heft 87, 2007.
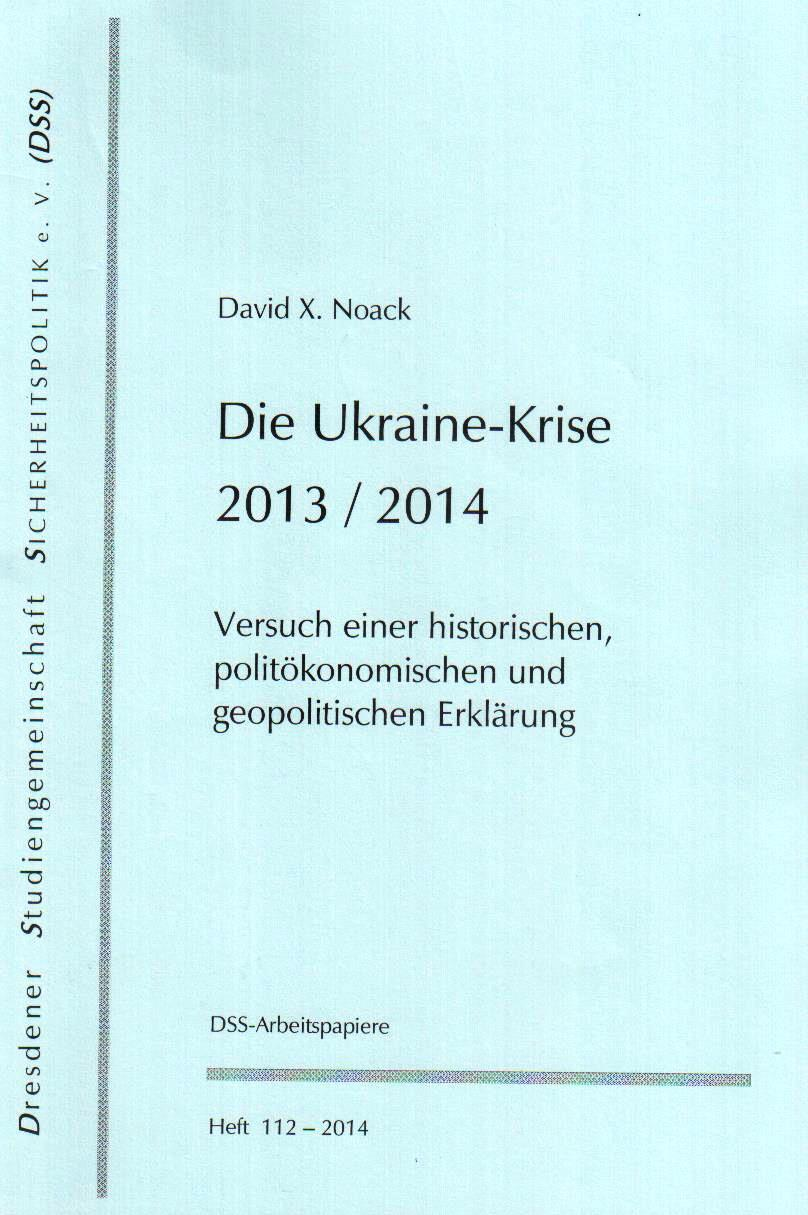
DSS-Arbeitspapiere, Ukraine-Krise, Heft 112, 2014.
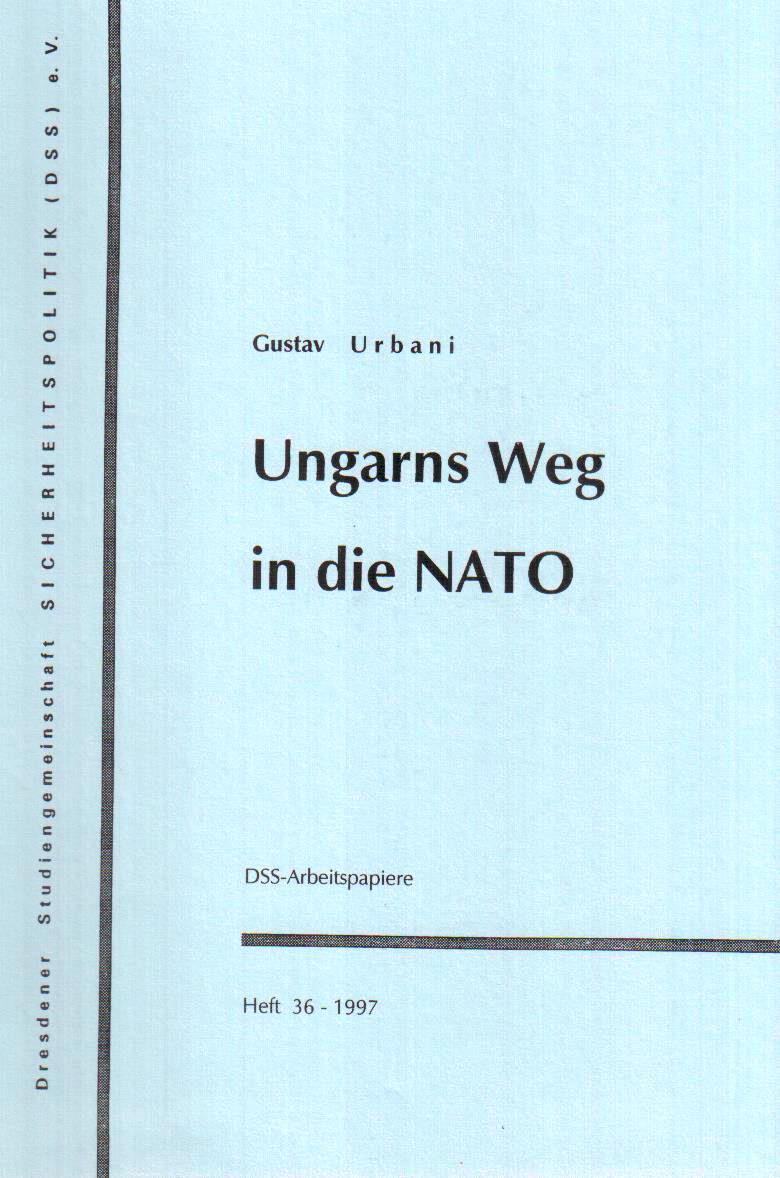
DSS-Arbeitspapiere, Ungarns Weg i. die NATO, Heft 36, 1997.

- Zum Rückblick auf die NVA – in sechs Heften, mit sechs Autoren; darunter: zur Führungsrolle der SED in der NVA, zur politischen Arbeit, zur Spezialpropaganda, zu Traditionen.

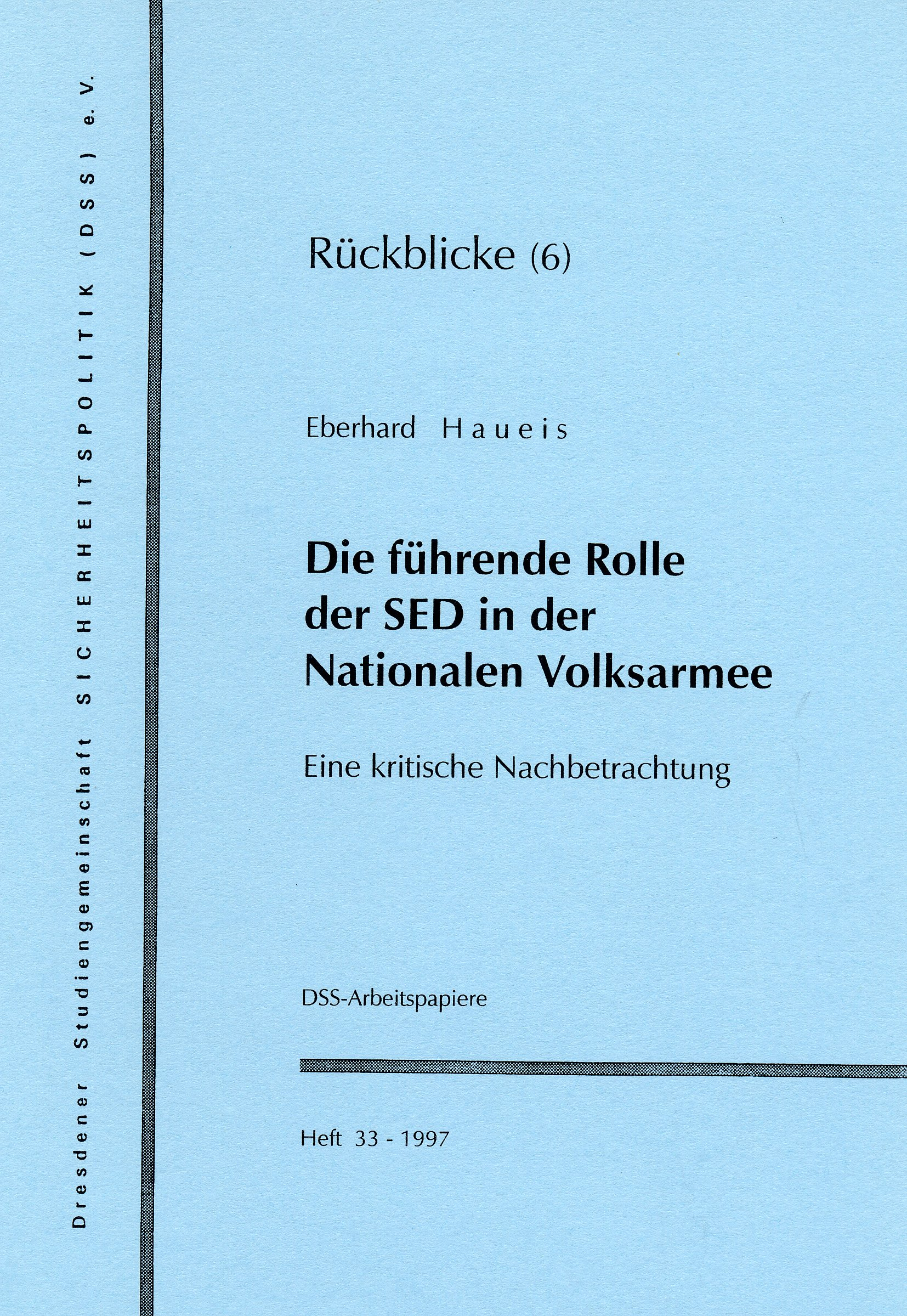
DSS-Arbeitspapiere, SED in der NVA, Heft 33, 1997, Umschlag.
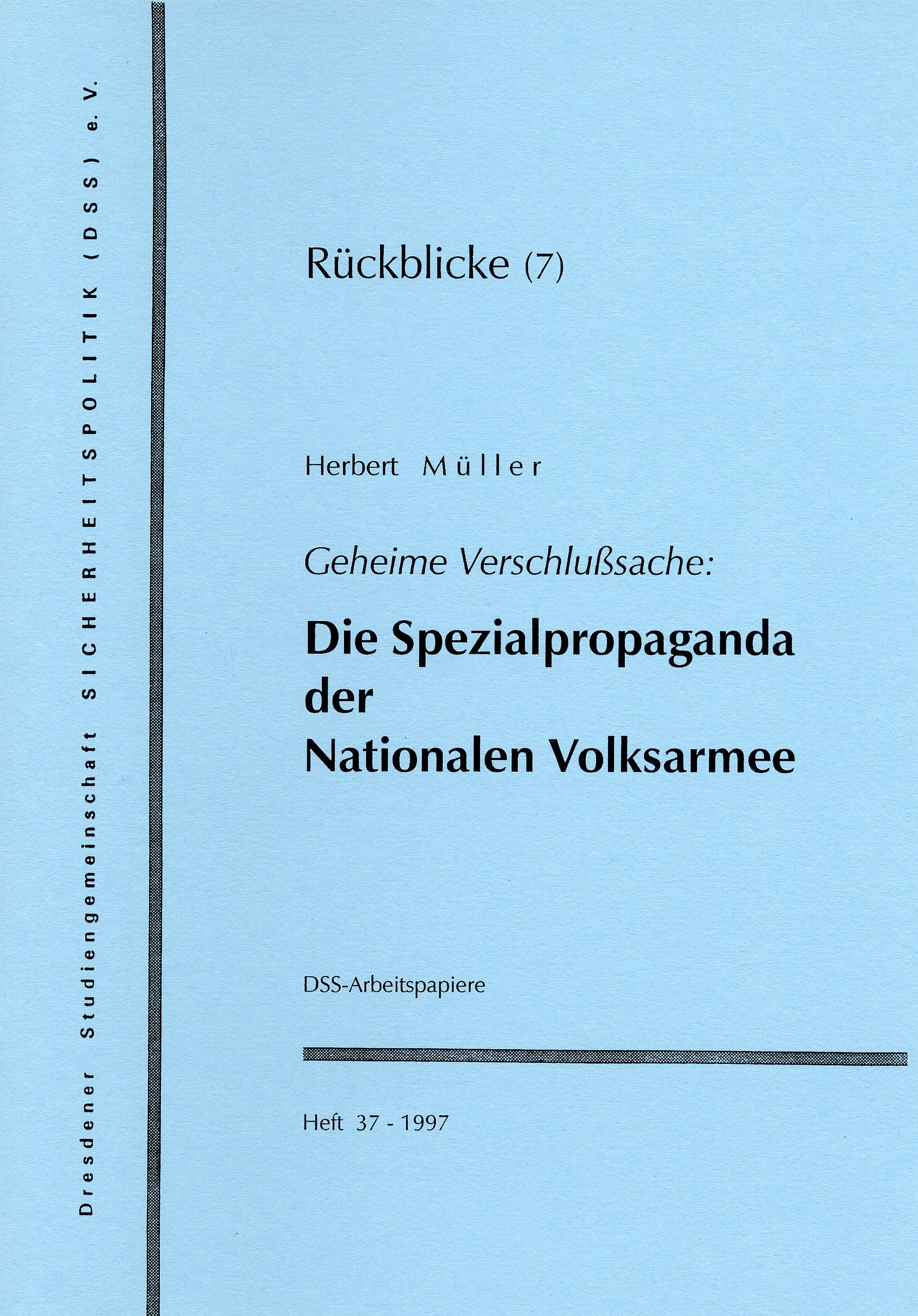
DSS-Arbeitspapiere, Spezialpropaganda, H. 38, 1997, Umschlag.
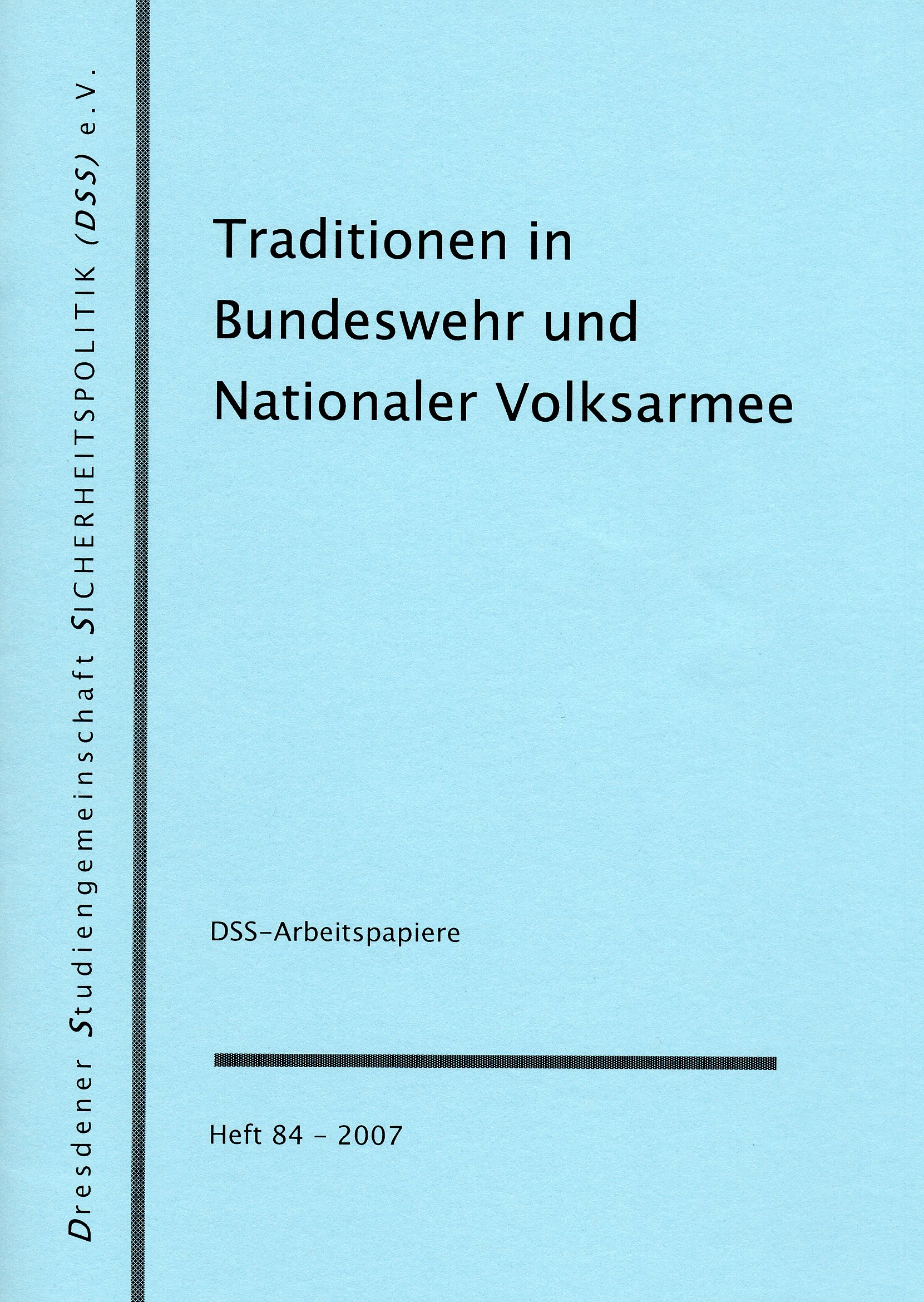
DSS-Arbeitspapiere, Traditionen Bw u. NVA, H. 84, 2007, Umschlag.

- Zum Rückblick auf die Militärakademie – in acht Heften, mit 43 Autoren; darunter:
  - in der Dokumentation zur Militärakademie – mit zwei Autoren.[35]
  - in zwei Konferenzbänden (2009,[36] 2015[37]) – mit 28 Autoren.

- Zur Entwicklung der Militärwissenschaften an der Militärakademie – in vier Heften,[38] mit 13 Autoren.
  - ergänzt durch Folgepublikationen zur Entwicklung der Militärwissenschaft – in der Schriftenreihe ‘DGKSP-Diskussionspapiere’[39]

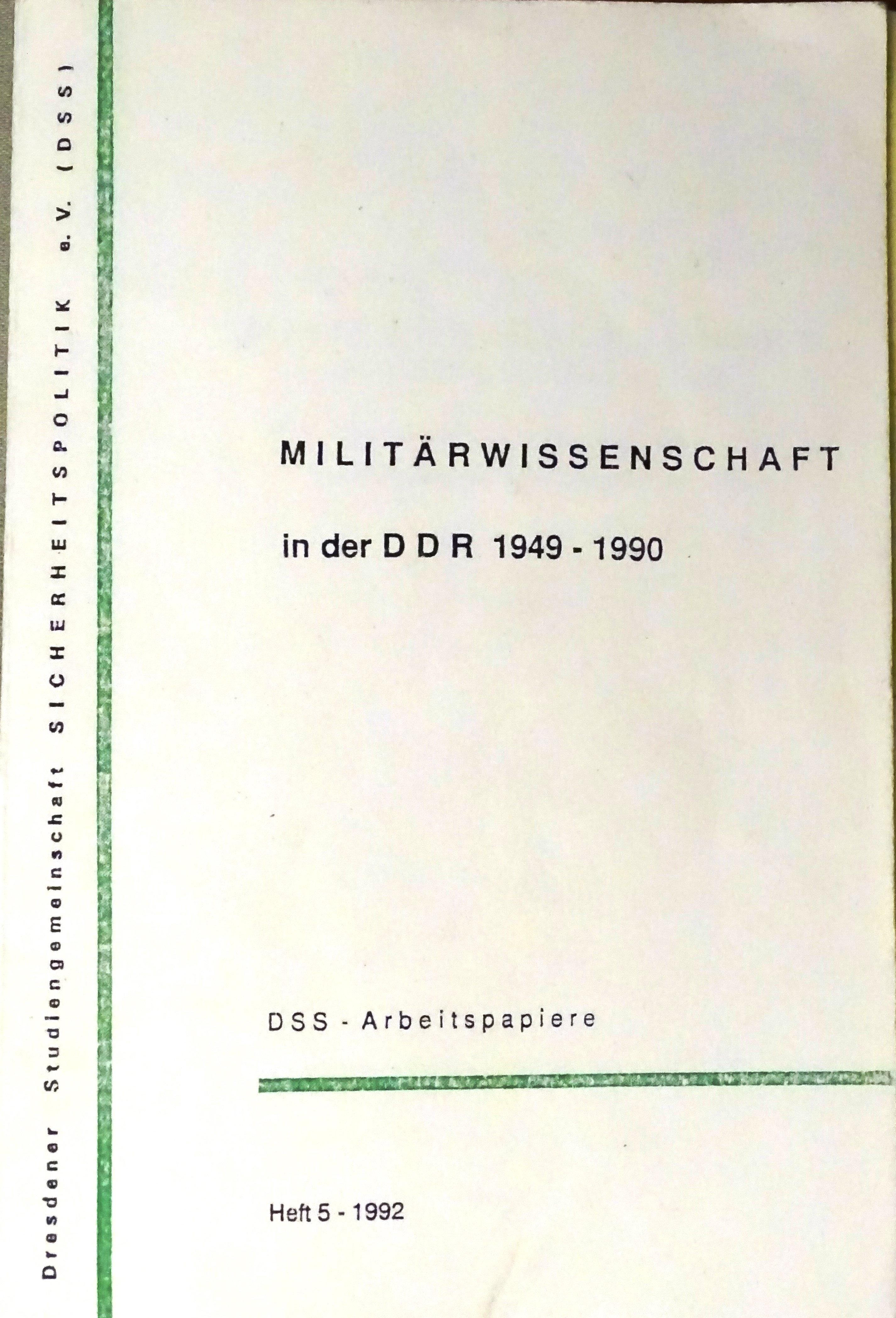
DSS-Arbeitspapiere, Militärwissenschaft, H. 5, 1992, Umschlag.
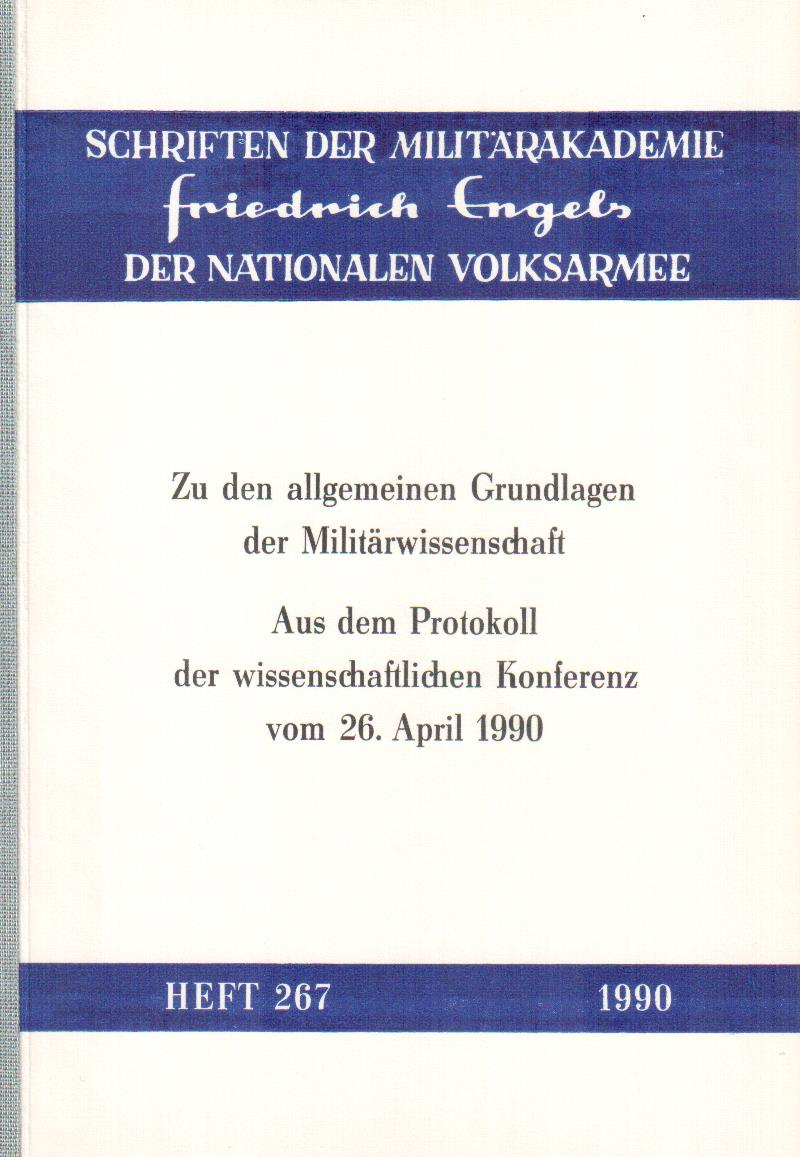
Schriften der Militärakademie „Friedrich Engels“ H. 267 (1990), Reprint 2022 in: dgksp-dp

- Zur Militärökonomie, Rüstung, Konversion – in zwölf Heften,[40] mit einem Autor.

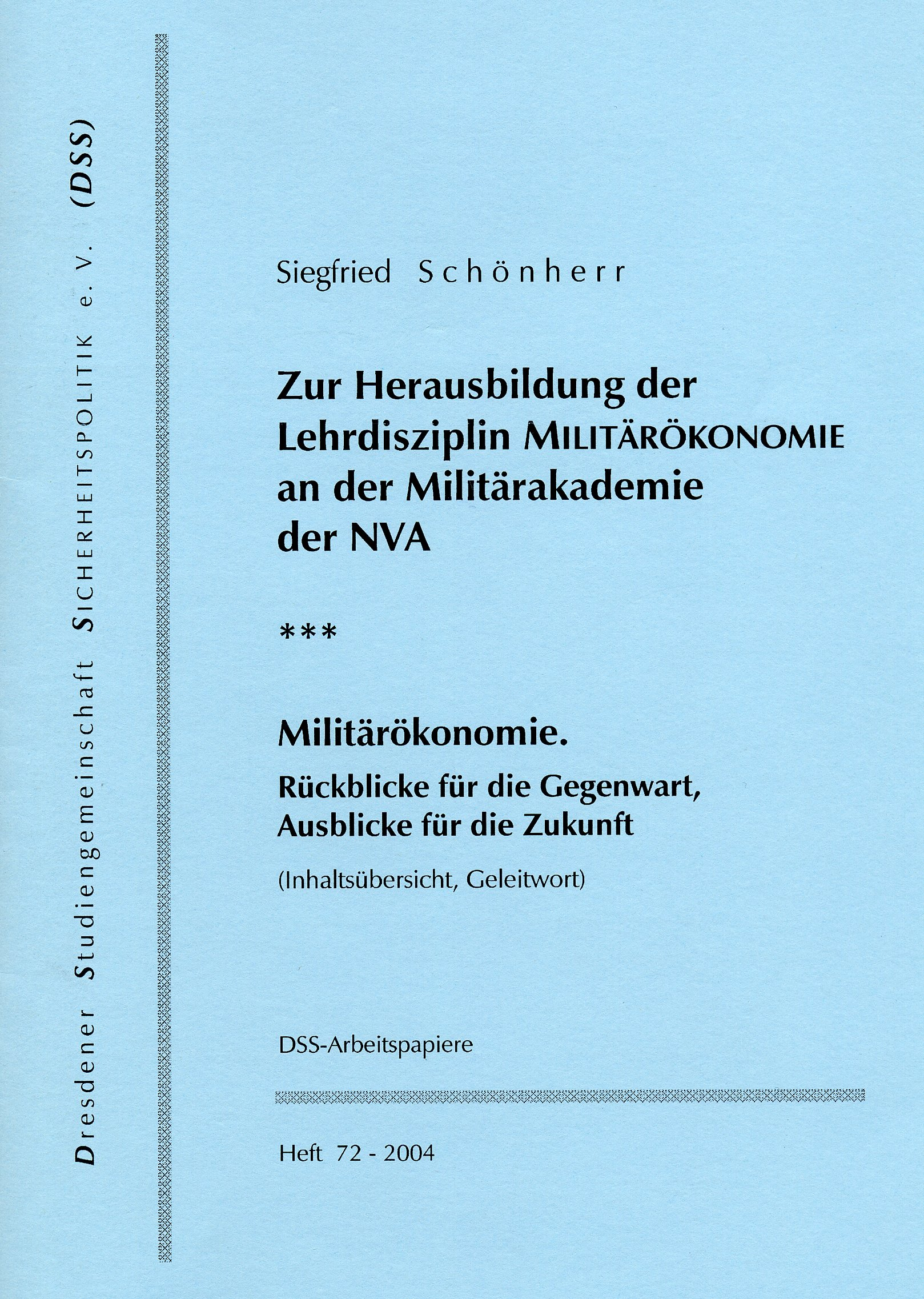
DSS-Arbeitspapiere, Militärökonomie, H. 72, 2004, Umschlag.
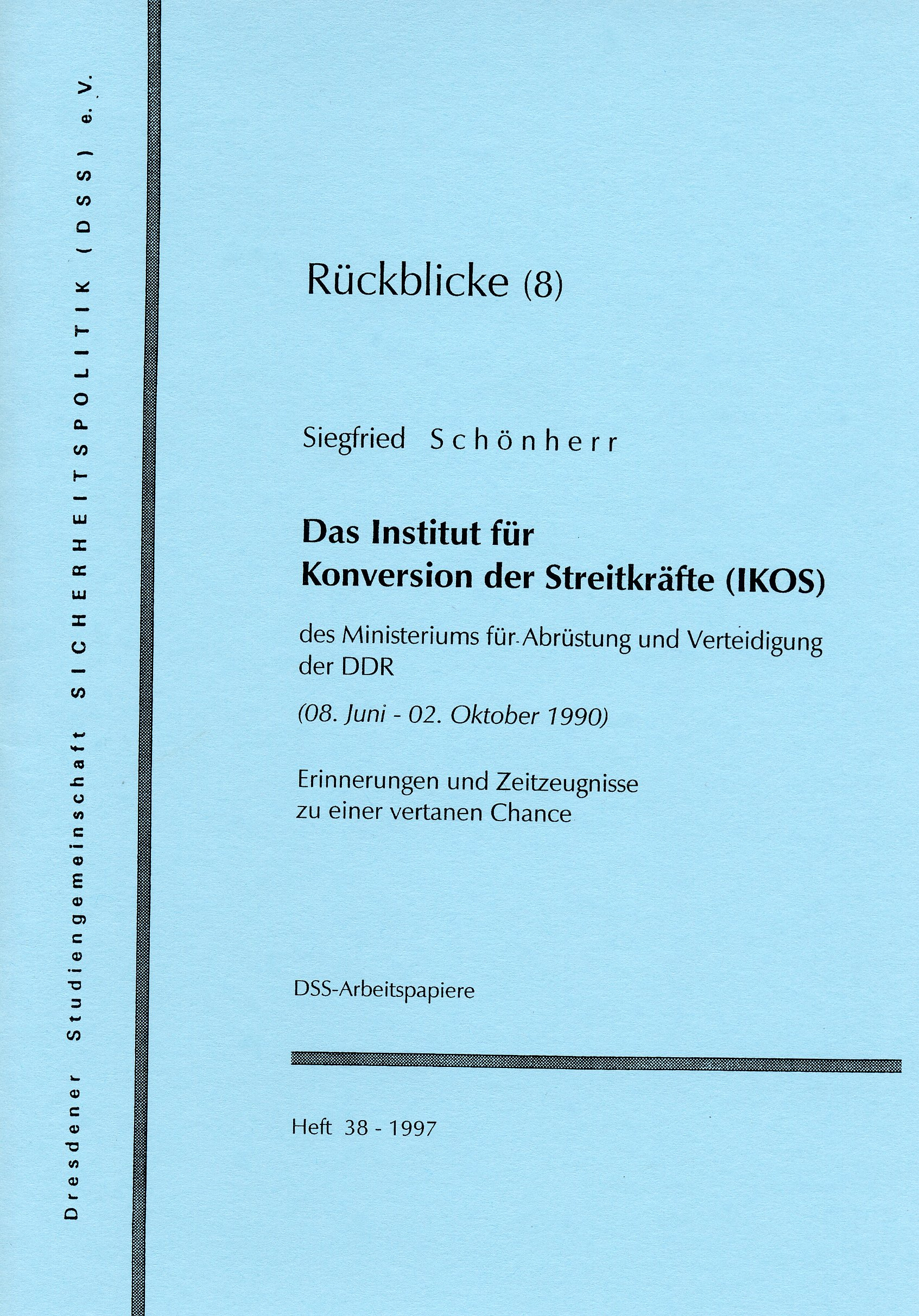
DSS-Arbeitspapiere, Institut für Konversion, H. 38, 1997, Umschlag.

- Zur Grenzsicherung in der DDR – in drei Heften,[41] mit sieben Autoren.

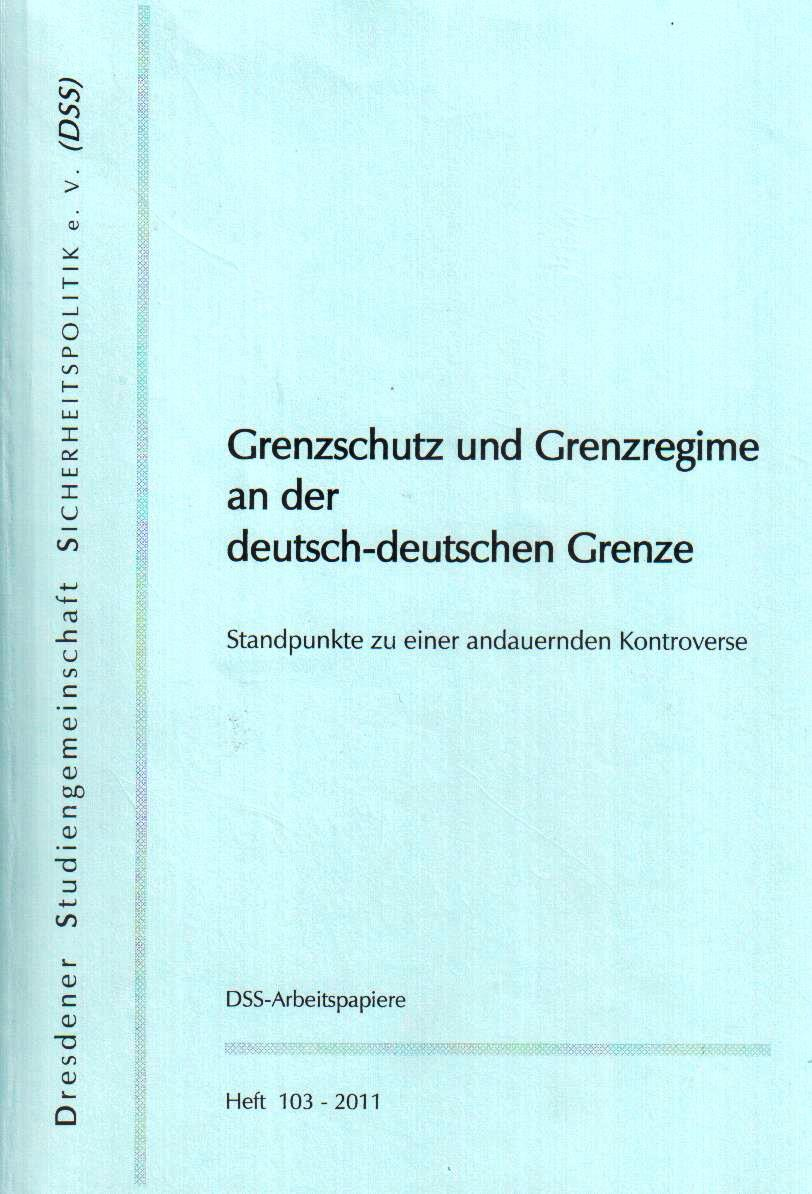
DSS-Arbeitspapiere, Grenzschutz u. -regime, H. 103, 2011, Umschlag.

### Bezieher der DSS-Arbeitspapiere
- Ständige institutionelle Bezieher (etwa 20),[42] darunter die Pflichtexemplar-Empfänger:
  - Deutsche Nationalbibliothek (seit 2006) – vormals (ab 1990) Die Deutsche Bibliothek (DDB)/Deutsche Bücherei Leipzig; Die Deutsche Bibliothek (DDB) Frankfurt am Main;
  - Sächsische Landesbibliothek/Staats- und Universitätsbibliothek Dresden (SLUB);
  - Staats- und Universitätsbibliothek Carl von Ossietzky, Hamburg;
  - Bundesministerium der Verteidigung, Bibliothek, Bonn;
  - Streitkräfteamt, Abteilung III, Fachinformationsstelle der Bundeswehr, Bonn;
  - Universität der Bundeswehr, Universitätsbibliothek/Wehrbereichsbibliothek IV, München;
  - Zentrum für Militärgeschichte und Sozialwissenschaften der Bundeswehr, Potsdam;
  - Akademie der Bundeswehr für Information und Kommunikation, Strausberg;
  - Sozialwissenschaftliches Institut der Bundeswehr, Strausberg;
  - Offizierschule des Heeres, Bibliothek und Fachinformationsstelle, Dresden;
  - Eidgenössische Militärbibliothek, Forschungsdienst Zeitschriften, Bern;
  - Bundesarchiv-Militärarchiv, Freiburg i. Br.;
  - Berliner Institut für transatlantische Sicherheit (BITS), Berlin;
  - Friedrich-Ebert-Stiftung, Berlin;
  - Stiftung Wissenschaft und Politik, Berlin;
  - Die Linke, AG Frieden und Sicherheitspolitik, Berlin;
  - WeltTrends e. V., Potsdam;
  - Wissenschaftliche Verlagsbuchhandlung Dietmar Dreier, Duisburg.
- DSS-Arbeitspapiere erhielten ständig 30 Einzelpersonen aus Berlin, Potsdam, Dresden, Nürnberg, Strausberg, Tönisvorst (NRW) und weiteren Orten;
- Belegexemplare an alle Mitglieder der DSS e. V.
- Sporadische institutionelle Bezieher (rund zehn) nach Bestellung, darunter:
  - Bundesverfassungsgericht, Karlsruhe;
  - Wissenschaftlicher Dienst des Deutschen Bundestages;
  - Militärhistorisches Museum der Bundeswehr, Dresden;
  - Arbeitskreis „Sächsische Militärgeschichte“ e. V. Dresden;
  - Heeresamt der Bundeswehr, Köln;
  - Bibliothek der BStU, Berlin;
  - Buchhandel: Buchkantine, Berlin; Buchhandlung Bilder & Musik Geithain; Otto Harrassowitz, Wiesbaden; Dreimann Buchhandlung, Olpe.

## Wissenschaftlicher Nachlass
Zeitgleich mit dem 25-jährigen Jubiläum der Studiengemeinschaft DSS e. V. hatte die Vollversammlung des Herausgeber-Vereins am 29. Oktober 2015 den Beschluss über die Auflösung und die Liquidation des eingetragenen Vereins gefasst.
Im Verlauf und nach der Liquidation der DSS e. V. wurden für die fortdauernde Nutzung des wissenschaftlichen Nachlasses die folgenden Möglichkeiten gesichert. Die Schriftenreihen IWBS Arbeitspapiere (Heft 1 bis 3) und DSS-Arbeitspapiere, das heißt die Hefte 4 bis 116 sowie 10 Hefte Teil-/Sonderausgaben (d. h. ca. 130 Hefte) wurden:
a) bereitgestellt als (Pflicht-)Druckexemplar:
- bei der Deutschen Nationalbibliothek (seit 2006) – vormals (ab 1990) Die Deutsche Bibliothek (DDB)/Deutsche Bücherei Leipzig; Die Deutsche Bibliothek (DDB) Frankfurt am Main;
- in der Sächsischen Landesbibliothek – Staats- und Universitätsbibliothek Dresden (SLUB Dresden);
- in weiteren 13 nationalen Bibliotheken und Institutionen (siehe Bezieher, nur für DSS-Arbeitspapiere);
- in der Eidgenössischen Militärbibliothek, Forschungsdienst Zeitschriften, Bern (CH).

b) gelistet in einem Online-Blog – als Titelübersicht, mit Inhaltsverzeichnis;
c) digitalisiert bereitgestellt als E-Book für eine Auswahl von etwa 70 Heften im Sächsischen Dokumentenserver Qucosa (EFRE-Projekt bei der SLUB Dresden), kostenfrei online abrufbar;
d) gelistet als E-Book-on-demand, im WeltTrends-Shop.
Die Pflege des wissenschaftlichen Nachlasses der DSS e. V. ist Gegenstand der monatlichen Diskussionsforen, zu denen sich interessierte Wissenschaftler in der GbR Dresdener Gesprächskreis Sicherheitspolitik (DGKSP) seit Januar 2016 neunmal im Jahr treffen.
Für ehemalige DSS-Mitglieder, die weiterhin publizistisch aktiv sein wollen, ermöglicht die Schriftenreihe ‘DGKSP-Diskussionspapiere’ (dgksp-dp) das Editieren im Digitalformat als E-Book. Diese Publikationen sind kostenfrei online abrufbar.